# Admiral Hipper (nehézcirkáló)
Az Admiral Hipper a Kriegsmarine egyik nehézcirkálója volt a második világháború idején. Ez a hajó volt a három egységből álló osztály névadója, testvérhajói a Blücher és a Prinz Eugen voltak. 1935 júliusában kezdték el építeni a Blohm & Voss hamburgi hajógyárában, 1937 februárjában bocsátották vízre és 1939 áprilisában állították szolgálatba. Nevét Franz von Hipper tengernagy után kapta, aki 1916-ban a skagerraki csata során a felderítő csoportokat irányította és később a Nyílttengeri Flotta főparancsnoka lett. A hivatalosan 10 000 tonnás cirkáló vízkiszorítása meghaladta a 16 000 t-t, fő fegyverzetét 20,3 cm űrméretű lövegek alkották
Az Admiral Hipper számos hadműveletben részt vett a háborúban, közte kettő az Atlanti-óceánra tett portyázáson is a kereskedelmi háború keretében. A Weserübung hadművelet során a Trondheim elleni támadást vezette, út közben elsüllyesztette a brit Glowworm rombolót. 1940 decemberében kitört az Atlanti-óceánra, hogy ellenséges kereskedelmi hajókra vadásszon, de ez a portyája nem járt jelentős sikerekkel. A következő atlanti portyája alkalmával 1941 februárjában számos hajót elsüllyesztett, majd a Dánia-szoroson át visszatért Németországba. A Barbarossa hadművelet megindítását követően Norvégiába helyezték át, hogy a flotta többi nagy felszíni egységével együtt a Szovjetunióba tartó ellenséges konvojok ellen vethessék be. 1942 decemberében a Barents-tengeri csata során elsüllyesztette az Achates rombolót és a Bramble aknakeresőt, de a Sheffield és Jamaica könnyűcirkálókkal vívott tűzharcban megrongálódott és ki kellett válnia a harcból.
A kudarcként értékelt csatát követően az Admiral Hippert visszarendelték Németországba a sérüléseinek kijavítása céljából és erre az időre kivonták a szolgálatból. Többet már nem állították helyre teljesen bevethető állapotúra. 1945. május 3-án brit bombázók rongálták meg súlyosan a kieli kikötőben, ami után a legénysége süllyesztette el a horgonyzóhelyén. 1945 júliusában kiemelték és a Heikerdorfi-öbölbe vontatták át. 1948 és 1952 között lebontották. A hajóharangja a laboei haditengerészeti emlékműnél van kiállítva.

## Tervezése
Az Admiral Hippert a német haditengerészeti újrafegyverkezés jegyében rendelték meg és a versailles-i békeszerződés korlátozó pontjainak figyelmen kívül hagyásával építették meg. 1935-ben köttetett meg az angol–német haditengerészeti egyezmény, ami jogi alapot biztosított a német újrafegyverkezésre a tengeren is, és ennek az egyezménynek az értelmében Németország öt 10 000 t vízkiszorítású cirkálót építhetett meg. Az osztályt eredetileg a Blücher után nevezték volna el, de annak az építése olyan mértékű késedelmet szenvedett, hogy a Hippert bocsátották előbb vízre, és így ezt követően utána nevezték el az osztályt. A Hipper-osztályú cirkálók névleg a 10 000 tonnás határ alatt voltak, de valójában jelentősen nehezebbek voltak annál.

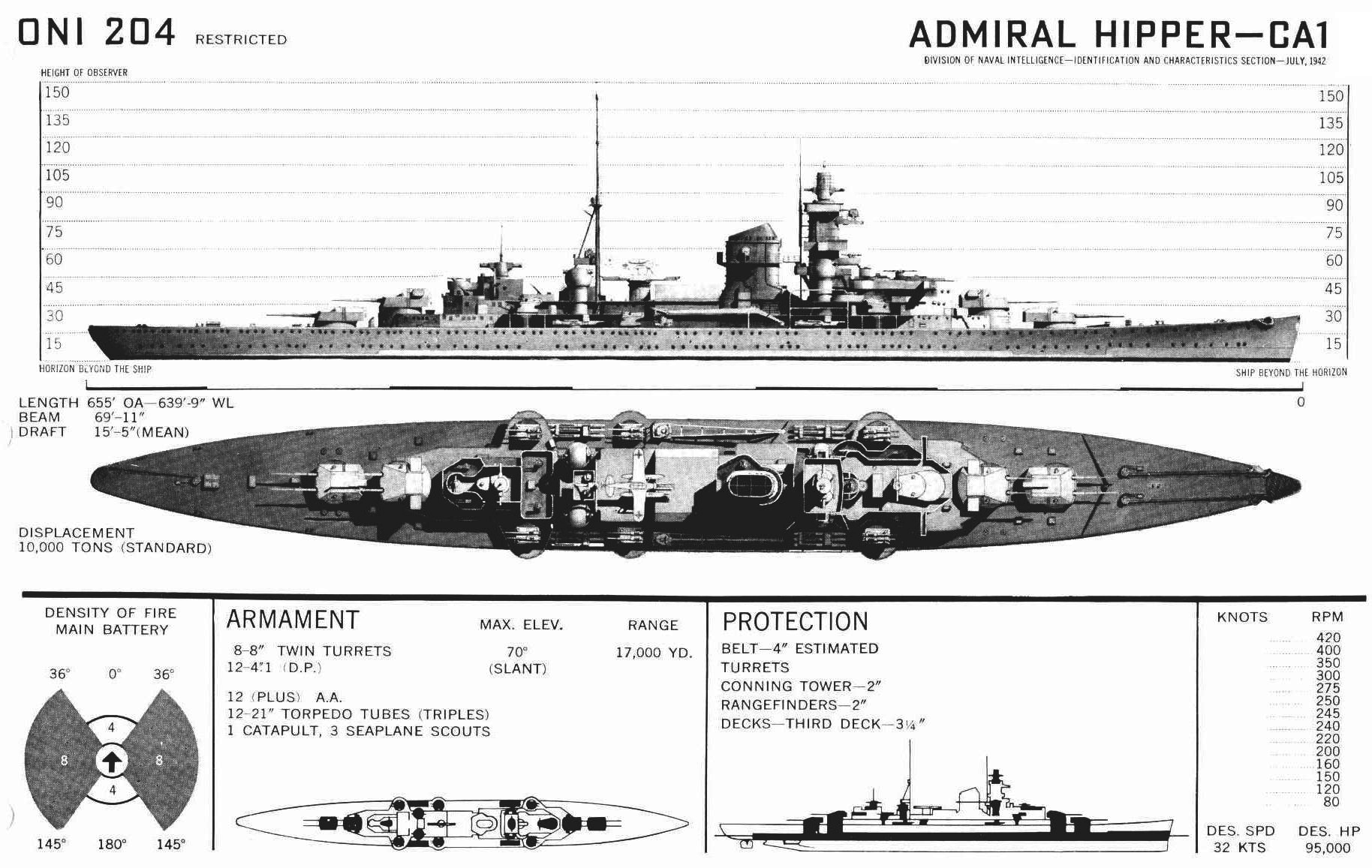
Az Admiral Hipper-osztályú nehézcirkálók felismerhetőségi rajza

A nehézcirkáló teljes hosszúsága 202,8 m, szélessége 21,3 m, merülése 7,2 m volt. A hosszúsága az eredeti, merőleges orrkiképzésről a klipperekére hasonlító Atlantikbugra való átépítés után 205,9 m-re nőtt. A konstrukciós vízkiszorítása 16 170 t, teljes terhelés mellett 18 200 t volt. Meghajtásáról három gőzturbina gondoskodott, melyeket 12 magasnyomású, olajtüzelésű gőzkazán látott el gőzzel. A gőzturbinák együttesen 132 000 LE teljesítményt adtak le, amivel 32 csomós csúcssebességet tudott elérni. Eredetileg 42 tiszt és 1340 sorállományú teljesített rajta szolgálatot.
Az Admiral Hipper fő fegyverzetét 8 darab 20,3 cm űrméretű, 60-as kaliberhosszúságú (L/60) hajóágyú adta (20,3 cm SK C/34).melyeket négy lövegtoronyban helyeztek el kettesével, két-két tornyot a felépítmények előtt és mögött elhelyezve. A légvédelmi tüzérségét 12 darab 10,5 cm űrméretű löveg (L/65), 12 darab 3,7 cm-es illetve 8 darab 2 cm-es gépágyú adta. Rendelkezett 12 darab torpedóvető csővel, melyek négy darab három csővel rendelkező talpazatokon kaptak helyet. Ezek mind a felső fedélzeten voltak elhelyezve a légvédelmi ágyúk távmérőinek közelében.
Az övpáncélzata 70–80 mm, a felső fedélzete 12–30 mm, a fő páncélfedélzete 20–50 mm vastag volt. A lövegtornyainak homloklemeze 105 mm, oldallemezeinek vastagsága 70 mm volt. A hajó legvastagabb páncéllemezei a parancsnoki torony 150 mm vastag oldallemezei voltak, ezeket vízszintesen 50 mm-es páncéllemezek zárták felül.
Az eredeti tervek szerint egy hidroplán befogadására képes hangárt kapott volna, de építés közben a terveket úgy módosították, hogy a hangárban két repülőgép is helyet kaphasson egymás mellé állítva. A szélesebb hangár miatt a 10,5 cm-es légvédelmi ágyúk közül a két középsőt (2×2) a felépítmény fedélzetéről át kellett telepíteni a felső fedélzetre. Az alacsonyabb elhelyezés következtében hátrafelé szűkült a kilövés szöge számukra. A cirkáló három Arado Ar 196 típusú hidroplánt kapott, melyeket egy katapulttal lehetett útnak indítani. 1942-ben a hangárt egy kisebb méretűre cserélték, melyben már csak egy hidroplán kaphatott helyet és összesen is kettőre csökkentették a repülőgépei számát.

## Szolgálata

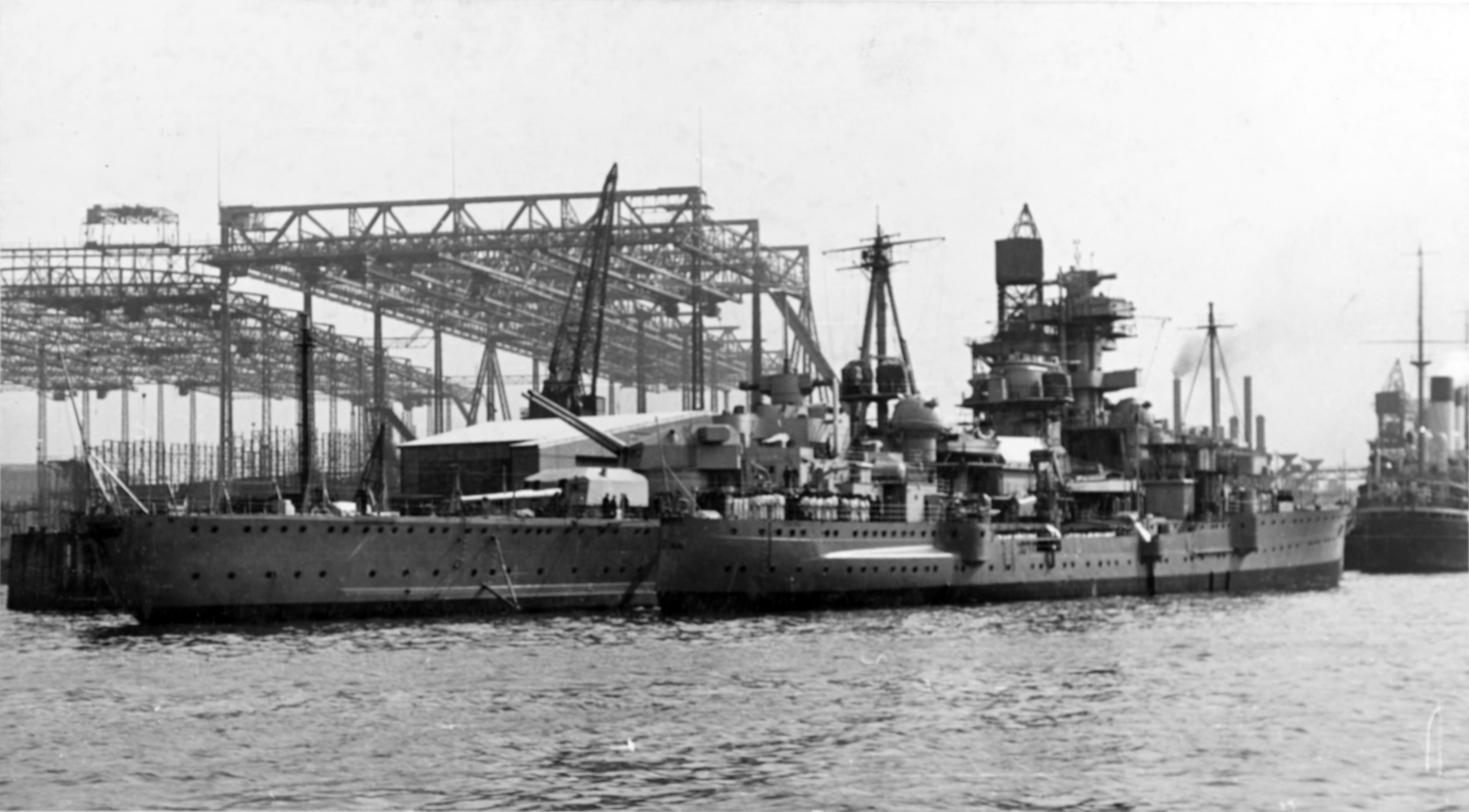
A cirkáló a felszerelése során 1937-ben

Az Admiral Hippert (gyakran röviden: Hippert) a Kriegsmarine a hamburgi Blohm & Voss hajógyárnál rendelte meg, ahol 501-es konstrukciós számmal jelölve a hajógerincét 1935. július 6-án fektették le. A vízrebocsátására 1937. február 6-án került sor és 1939. április 29-re fejezték be a felszerelését, mely napon átadták a haditengerészetnek. A Kriegsmarine főparancsnoka, a hajó névadójának egykori törzsfőnöke, Erich Raeder vezértengernagy (Großadmiral) tartotta a keresztelő beszédet, és felesége, Erika Raeder végezte el a hajó keresztelését. Az 1939 áprilisi szolgálatba állítását követően a Balti-tengerre hajózott át a próbajáratai végrehajtásához első parancsnoka, Hellmuth Heye sorhajókapitány parancsnoksága alatt. Eközben több észt és svéd kikötőben is látogatást tett. Augusztus folyamán éleslövészeten vett részt a Balti-tengeren és a második világháború kitörésekor, 1939 szeptemberében még mindig zajlottak a tüzérségi próbái. Rövid ideig a Balti-tengeren őrjáratozott, de harctevékenységekben nem vett részt, és hamar visszatért a hadgyakorlataihoz. 1939 novemberében visszatért a Blohm & Voss hajógyárhoz módosítások elvégzése céljából. Ekkor az egyenes, közel merőleges orrkiképzését a klipperekéhez hasonlító ún. Atlantikbugra cserélték és ekkor kapott a kéménye egy terelő elemet (kéménysapkát).
A Balti-tengeren a gyakorlatozásai 1940 januárjában is folytatódtak, de a tenger befagyása a kikötőbe kényszerítette. Február 17-én a Kriegsmarine bevetésre alkalmasnak nyilvánította a cirkálót és másnap megkezdte az első nagyobb őrjáratát a háborúban a Nordmark hadművelet keretében. Ekkor a Scharnhorst és a Gneisenau csatahajók, valamint a Karl Galster és a Wilhelm Heidkamp rombolók társaságában a norvégiai Bergenig hajtott végre előretörést a flottaparancsnok Wilhelm Marschall tengernagy vezetése alatt. A hadműveletben részt vevő harmadik romboló, a Wolfgang Zenker visszafordulni kényszerült, miután a jégtáblák sérüléseket okoztak benne. A hadművelet célja brit kereskedelmi hajók elfogása lett volna, de nem jártak sikerrel és a hajók február 20-án visszatértek Németországba.

### Weserübung hadművelet

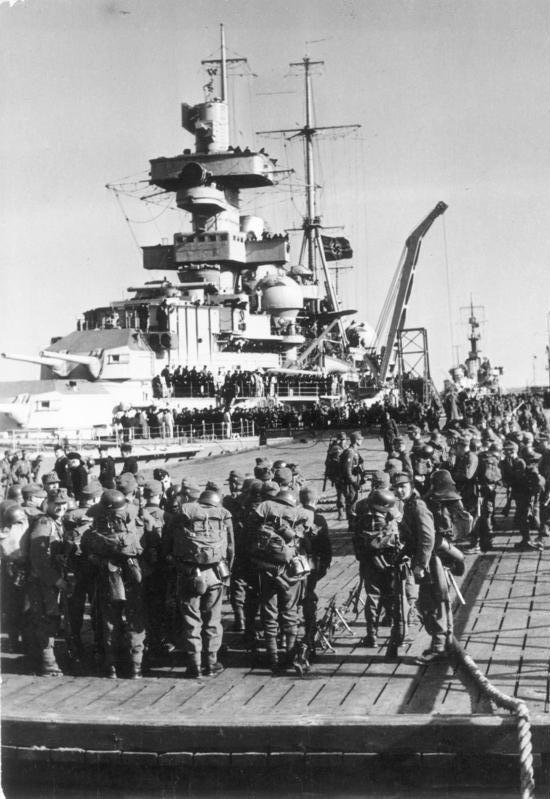
A Hipper hegyivadász csapatokat vesz a fedélzetére Cuxhavenben

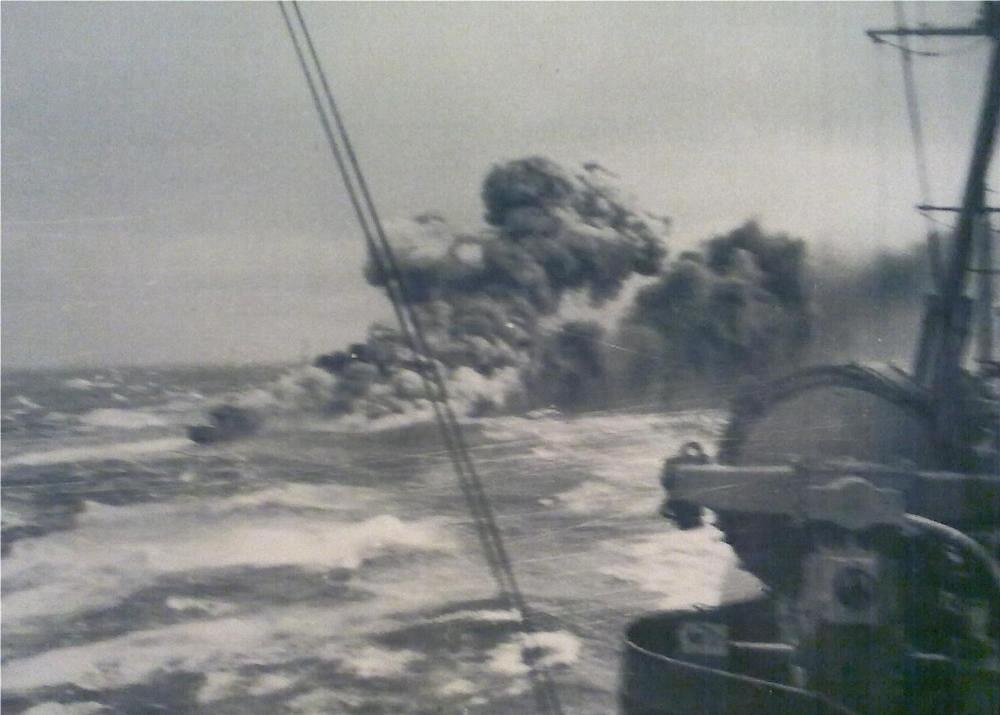
A lángokban álló Glowworm a Hipperről fényképezve

Az északi-tengeri hadműveletről való visszatérése után a nehézcirkálót a Norvégia elleni invázió, a Weserübung hadművelet végrehajtására kijelölt erőkhöz osztották be. A Hipper a Trondheim megszállására kijelölt 2. hadihajócsoportot (Kriegsschiffsgruppe 2) vezette és a csoportnak Heye sorhajókapitány volt a vezetője. A nehézcirkálón kívül négy romboló, a Paul Jakobi, a Theodor Riedel, a Friedrich Eckoldt és a Bruno Heinemann tartozott a csoporthoz. Cuxhavenben a Hipper 900 hegyivadászt vett a fedélzetére és a rombolók is 200-200-at, így összesen 1700 fős megszálló haderőt szállított a csoport, akik főként a 138. hegyivadász-ezred tagjai voltak. A hajók a Wilhelmshaven-közeli schilligi horgonyzóhelyhez hajóztak ki, ahol csatlakoztak a Günther Lütjens altengernagy vezette 1. csoporthoz. Ehhez a csoporthoz tartozott a két Scharnhorst-osztályú csatahajó és tíz romboló. A csatahajók feladata a katonaságot szállító csoportok biztosítása volt. A két csoport április 6-7-én éjfélkor futott ki a révről.

#### AGlowwormelsüllyesztése
Április 7-én 14:25 és 14:48 között a Skagerraktól nyugatra tizenkét brit bombázó intézett támadást a kötelék ellen, de találatot nem sikerült elérniük. Estére az időjárás olyannyira leromlott, hogy több romboló már nem tudta tartani a 27 csomós sebességet és ezért lemaradtak. Április 8-án 09:15-kor az egyik lemaradt romboló, a Bernd von Arnim rádióüzenetében arról számolt be, hogy tűzharcba keveredett egy brit rombolóval és 09:22-kor Lütjens a Hippert küldte vissza segítséget nyújtani neki. Az északkeleti irányból a helyszínre érkezve a Hipper először nem tudta megállapítani, hogy a harcban álló két romboló közül melyik a barát és melyik az ellenség, de hamarosan kivehetővé vált, hogy a csaknem szemből feléje közeledő és neki morzejeleket villogtató – és ezért először a barátinak vélt – rombolón angol zászló van felvonva. Mivel a Glowwormon is barátinak vélték a közeledő cirkálót, a Hipper közel tudott hozzá kerülni és a helyes azonosítást követően viszonylag kis távolságból, kb. 8 km-ről nyithatott tüzet röviddel 10:00 előtt, még mielőtt a britek észrevehették a tévedésüket.
A Hipper heves tűzében a rombolót hamar találatok érték. Egy gránát a kormányállás alapzatát találta el, majd a rádiószobát is találat érte, ami az összes rádiós életét kioltotta. Egy harmadik gránát a hátsó torpedóvető készülék mögött csapódott be közvetlenül és a parancsnoki kajüt elülső válaszfalának ütközve robbant fel. Ez a találat nagy lyukat ütött a hajó külső héján a géptermek mellett. A negyedik találat a hátsó felépítményt pusztította el.
A brit romboló megpróbált elmenekülni, de miután nyilvánvalóvá vált, hogy ez nem fog neki sikerülni, mesterséges ködbe burkolta magát és abból időnként előbukkanva nyitott tüzet a cirkálóra. Egy ilyen alkalommal a cirkáló felé fordulva torpedókat lőtt ki, melyek mind célt tévesztettek. A romboló egyik lövedéke eltalálta a Hipper orrának jobb oldalát, mielőtt a kormányműveinek meghibásodása miatt ütközőpályára nem kényszerült a cirkálóval. A Hipperen ekkor a köd mögé befutó rombolót szem elől veszítették, Heye viszont hamar végezni akart vele, hogy ne jelenthesse a a jelentős német erők felbukkanását, és ehhez áthatolt a ködön hajójával. A ködből kibukva a romboló jobbra elől tűnt fel ismét, Heye pedig a hajója orrával le akarta gázolni azt, még mielőtt ismét tüzet nyithatna és kis távolságból találatokat érhetne el. Az erős hullámzásban azonban a cirkáló lassan reagált a kormánymozdulatokra, így nem sikerült telibe találnia a Glowwormot, hanem az teljes sebességre kapcsolva oldalról ütközött a cirkáló orrának.
Az ütközés következtében a Hipper külső héja a jobb oldalának páncélöv alatti réészén 40 m hosszúságban szenvedett sérüléseket, és az ütközés elsodorta az egyik torpedóvető talapzatát, magával rántva Josef Ritter gépész-őrvezetőt, az összecsapás egyetlen német áldozatát. A kisebb vízbetörés 4 fokos dőlést eredményezett a jobb oldalára, de ez nem akadályozta meg abban, hogy a küldetését folytassa. Az ütközés után a Glowworm percekig a Hipper mellett sodródott, majd a kazánjai felrobbantak, amitől a romboló átfordulva, 10:12-kor gyorsan elsüllyedt.
A Hipper 40 hajótöröttet tudott kimenteni, közülük többen a kiömlött olajtól súlyos mérgezést szenvedtek. Két túlélő még a cirkáló fedélzetén elhunyt. Egyes beszámolók szerint a Glowworm parancsnoka, Gerard Roope korvettkapitány, szintén megpróbált feljutni a német cirkálóra, de még a korlát elérése előtt erejét vesztve esett vissza a tengerbe. Ő posztumusz kapta meg a Viktória-keresztet, a bátorságért járó legmagasabb brit kitüntetést, amit a brit haditengerészet tagjai között mindössze 24 alkalommal osztottak ki a második világháború során. Ezt részben Hellmuth Heye sorhajókapitánynak a brit romboló bátor magatartását méltató jelentésének hatására tették, melyet a Nemzetközi Vöröskereszt juttatott el a brit admiralitáshoz.
A Hippert az összecsapásban jelentős károk érték, de ezek nem voltak kritikusak számára. A hűtő és a hűtő gépháza a hús- és zsírkészletekkel, 4 egyensúlyozó víztartály (Trimmzelle), 7 üzemanyagtartály, melyek nagy része a harci előírások szerint le lett ürítve és az ivóvíztartályok kiszolgálóhelyei megteltek vízzel. Az üzemanyagából 253 m³ olaj veszett kárba. Az úszóképességi tartalék megtartása érdekében, Heye lemondott a vízszintbe állításról. A hajó orrába 528 t víz jutott be, amitől enyhén orrnehézzé vált.
A Hipper a veszélyes vizeken lényegében egy helyben állva több mint egy órán át folytatta a hajótöröttek kimentését, de miután már nem látszott esély arra, hogy újabb hajótörötteket élve ki tudjon menteni, 11:14-kor megszakította a mentést és Trondheim felé vette az útját a hozzá ismét csatlakozó négy rombolóval. Eközben az 1. csoport Narvik felé haladt tovább zavartalanul a két csatahajó kíséretében. A Scharnhorst és a Gneisenau a Lofotentől délre foglalt pozíciót a Vest-fjordban biztosítandó a két partraszálló hadműveletet. A Glowworm még tudta rádión jelenteni a haditengerészet főparancsnokságának a német erőkkel való találkozását. A német csatahajók ellen a térségben lévő Renown csatacirkálót küldték, melynek sikerült harcba keverednie velük, de a németek a nagyobb sebességüknek köszönhetően el tudtak szakadni az ellenségtől.

#### Behatolás a Trondheim-fjordba

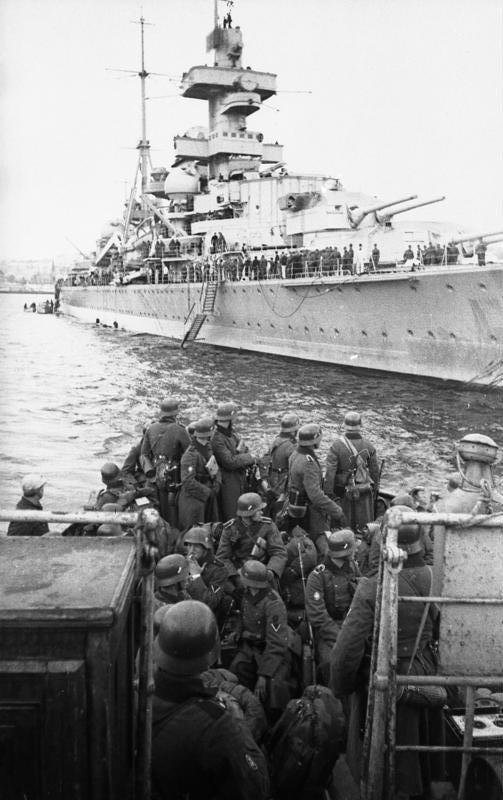
A Hipper csapatokat tesz partra Trondheimnél

A Trondheim felé tartó 2. csoportot 14:50-kor észlelte egy Short Sunderland és a rádiófelderítés is ellenséges hajók tevékenységét jelezte a térségben. A Hipper 17:50-kor felküldte az egyik hidroplánját Trondheim irányába felderítést végezni. A repülőgép jelentette, hogy nem észlel aktivitást a Trondheimba vezető vízi utakon, majd Eidénél kényszerleszállást hajtott végre, mivel a rosszra forduló időjárás nem tette volna lehetővé, hogy a Hipper mellett szálljon le a tengerre. A repülősök megpróbáltak üzemanyagot vásárolni a helyiektől, de elfogták és átadták őket a rendőrségnek. A hidroplánt a Norvég Királyi Haditengerészeti Repülőszolgálat állította szolgálatba norvég felségjelzésekkel és használta április 18-ig, mikor átrepültek vele Nagy-Britanniába.
Április 9-én hajnali 02:55-kor a csoport már a Kråkvåg-fjordban a Flesa szigeti világítótoronynál járt, mikor hír érkezett arról, hogy a norvégok elrendelték a világítótornyok elsötétítését. Heye ebből úgy gondolta, hogy a norvégok tudomást szereztek a Weserübung hadműveletről és így neki is ellenintézkedésekkel kell számolnia. Úgy döntött, hogy a hajózási szempontból nehezen manőverezhető vizeken még az előtt megpróbál eljutni Trondheimig, hogy a norvégok leoltanák a navigációt segítő fényeket és gyorsan maga mögött hagyja a partvédelmi ütegeket is, mielőtt riadót rendelnének el azoknál. A Kråkvåg-fjordot elhagyva Beian magasságában egy őrhajó bukkant fel a bal oldalán, azon túl pedig Agdenesnél fényszórózár volt látható. Heye a Hipperrel ekkor a kötelék élére állt és olyan távolságban készült elhaladni az őrhajó mellett, hogy az még elsötétített állapotában is felismerhesse. A német parancsnok a cirkálója helyzetjelző fényeit felkapcsoltatta, és fényjelekkel maga kezdett el kommunikálni az őrhajóval, hogy a valódi szándékairól minél tovább meg tudja téveszteni a norvégokat. A norvég hajóval a következőt közölte:
„A kormányzat parancsára Trondheimba tartok. Nincsenek ellenséges szándékaim.”
A norvég őrhajó a hajórajt britnek vélte és a közölteket tudomásul vette, közben a Hipper 25 csomóra gyorsított. Az őrhajó, melyet már elkerült, ekkor morzejelekkel a „Megállni” jelet adta le és vörös rakétát lőtt fel, amire a riadóztatott partvédelmi ütegek felkapcsolták a fényszóróikat. Heye ekkor az ütegeknek is megismételte a korábbi morze-jelzést, amit a partról is nyugtáztak. Közben a rászegezett fényszórókra a Hipper is ráirányította a fényszóróit. A Trondheim-fjord egyik legszűkebb részén 04:04 és 04:14 között áthaladva a Huisnes-üteg tüzet nyitott és három lövedéke a rombolók közelében csapódott be. A Hipper erre válaszul megvilágította az üteget és a hátsó tornyaival leadott nyolc lövés után a norvégok beszüntették a tüzelést. A robbanások nagy füstje akadályozta őket a további tüzelésben, így a német kötelék zavartalanul haladhatott tovább.
A cirkáló a megmaradt két Arado hidroplánját ezután felküldte felderítés céljából. Azt is meg kellett állapítaniuk, hol találhatók szárazföldi illetve vízi repülőgépek számára támaszpontként hasznosítható helyek. Az egyik repülőgép eközben bombatámadást intézett egy partvédelmi tüzérüteg ellen. Három romboló még Trondheim elérése előtt megállt, hogy a kijelölt helyen partra tegyék a hegyivadászaikat, míg a Hipper a Friedrich Eckoldttal befutott a trondheimi kikötőbe és 05:25-kor horgonyt vetett a hegyivadász csapatok kihajózásához.

#### Visszatérés Németországba
A 2. csoport ellátására Trondheimba küldött öt ellátóhajóból a Sao Paolo aknára futott, a Maint a norvég Draug torpedónaszád süllyesztett el, a Moonsundot Larviknál a brit Snapper tengeralattjáró ágyútüzének áldozatává vált, a nyílt vizeken várakozó Skagerrak pedig saját magát süllyesztette el a Sheffield brit cirkáló közeledésekor. Egyedül a Levante érte el Trondheimot április 13-án. Mivel üzemanyag hiányában a hajói nem tudtak volna visszatérni Németországba, Heye sorhajókapitánynak nehéz döntést kellett meghoznia. Felmerült annak lehetősége, hogy az „északi állomáshelyet” (Basis Nord), egy orosz területen lévő titkos német bázist keresik fel, vagy – amennyiben a part menti ütegeket sem tudnák a hegyivadászok semlegesíteni és az ellenség aknazárt telepítene a fjord lezárására – Trondheimban maradnak és hasonlóan az első világháborús Königsberg kiscirkáló kelet-afrikai tevékenységéhez védelemre rendezkednek be a szűk fjordban.
Április 10-én a Scharnhorst egyik hidroplánja kézbesítette Lütjens altengernagy azon parancsát, hogy a köteléknek meg kell próbálkoznia a kitöréssel és a Németországba való visszatéréssel a következő éjjelen a két csatahajóval együtt. A Hipper 21:30-kor hagyta el Trondheimot a Friedrich Eckoldt kíséretében. 23:20-kor a romboló jelzésére tengeralattjáró-veszély miatt riadót rendeltek el és az észlelt tengeralattjárót minden fegyverrel tűz alá vették. A támadás alá vett U 30 alámerüléssel menekült meg a baráti tűz elől. A fjordból kijutva a két hajó előbb északnyugatnak haladt, hogy átfésüljék a part menti vizeket. Április 11-én 02:50-kor a Friedrich Eckoldt visszatért Trondheimba a kedvezőtlen időjárás és az üzemanyaghiány miatt. A rossz időjárás miatt a Hipper egyenesen a legrövidebb utat választhatta Németország felé. A két csatahajóhoz csak április 12-én 08:00 körül tudott csatlakozni és velük együtt ért Wilhelmshavenbe 22:00-kor. Az eredetileg 3005 t olajból ekkorra már csak 125 t maradt az üzemanyagtartályaiban. A nehézcirkáló szárazdokkba került, ahol megállapították, hogy a Glowwormmal való ütközése során sokkal súlyosabb sérüléseket szenvedett, mint azt addig feltételezték. A javítási munkálatok két hetet vettek igénybe.

### Juno hadművelet
1940 júniusának elejére a Kriegsmarine vezetése egy hadművelet végrehajtását tervezte a Norvég-tengeren a brit utánpótlási vonalak ellen felszíni hadihajókkal, melynek stratégiai célja az Észak-Norvégiában partra szállt szárazföldi csapatok tehermentesítése és általánosan az ellenség figyelmének elvonása volt a norvég partokról. Amennyiben ellenséges konvojt nem találnának, úgy norvégiai ellenséges bázisokat támadhattak megfelelő légifelderítés után. A hadműveletben a Hipper mellett a Scharnhorst és a Gneisenau csatahajók valamint négy romboló, a Hermann Schoemann, a Hans Lody, a Erich Steinbrinck és a Karl Galster vettek részt, és végrehajtására június 4-én futottak ki Kielből. Három nappal később a Hipper és a négy romboló üzemanyagot vett fel a Dithmarschen ellátóhajóról. Marschall terve szerint június 9-én reggel ütöttek volna rajta az Harstadban lévő brit támaszponton, de június 8–9-ikén éjfél után a tervet módosították, mivel a felderítésre kiküldött hidroplán nem talált ellenséges hadihajókat Harstadban. Mivel a német hajók is egy konvojtól származó rádiójeleket észleltek, Marschall arra a következtetésre jutott, hogy a britek evakuálják erőiket Harstadból. A Harstad elleni rajtaütés helyett Marschall a konvojt vette célba, és ennek keresése közben a németek először az Oil Pioneer tankerre találtak rá június 8-án 06:45-kor, melyet a Juniper nevű halászhajó kísért. A Junipert a Hipper, az Oil Pioneert a Gneisenau süllyesztette el ágyútűzzel. 10:52-kor a Hipper a katonák nélkül hajózó Orama csapatszállítóra talált rá és süllyesztette el azt egy torpedóval, miután tüzérségi tűz alá vette. Az Orama legénységéből 19 fő veszítette életét, 280 túlélőt, köztük Sherburne kapitányt, a Hipper a fedélzetére vett. Annak ellenére, hogy a német hajók felküldték a hidroplánjaikat felderítésre, nem sikerült rátalálniuk a konvojra és 13:00-kor a Hipper és a négy romboló visszatértek Trondheimba, hogy az ottani német erőket biztosítsák. Eközben a csatahajók üzemanyagot vételeztek a Dithmarschenről és folytatták a hadműveletet. Este felé ezek rátaláltak a Glorious repülőgép-hordozóra és a vele tartó Ardent és Acasta rombolókra. Mind a három brit hajót elsüllyesztették, de a Scharnhorstot is eltalálta egy torpedó súlyos károkat okozva benne, ami miatt a két csatahajó is visszatért Trondheimba június 9-én.

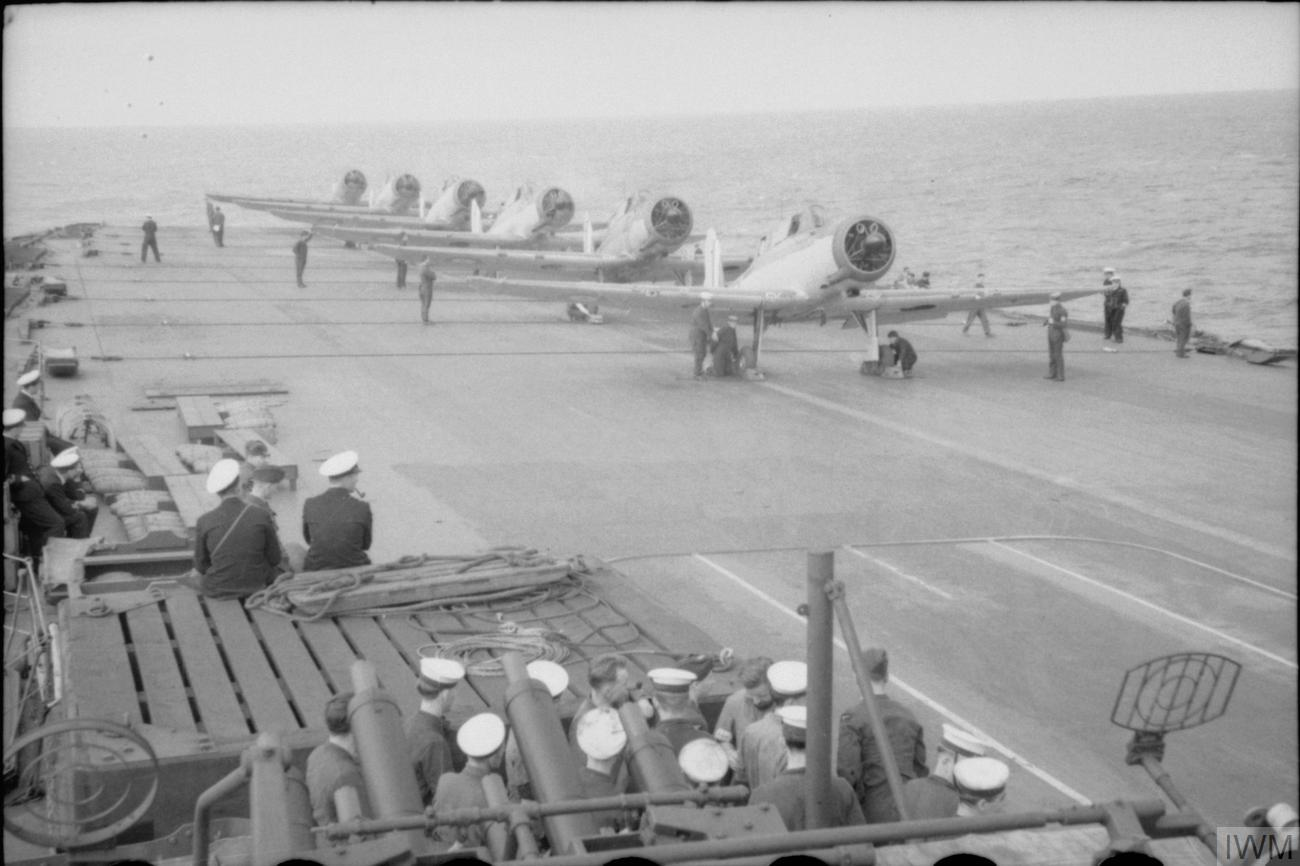
Hat Blackburn Skua a 800. tengerészeti repülőszázadból az Ark Royal felszállófedélzetén

Június 10-én a Hipper és a Gneisenau elhagyták Trondheimot négy rombolóval, hogy másodszorra is megpróbáljanak támadást intézni egy brit evakuációs konvoj ellen, de nem találkoztak egyetlen brit hajóval sem és ezért már másnap visszatértek Trondheimba. Június 13-án a brit 800. és 803. haditengerészeti repülőszázadok 15 Blackburn Skua típusú repülőgépe szállt fel az Ark Royal repülőgép-hordozó fedélzetéről, hogy támadást intézzenek a Trondheimban állomásozó német hajók ellen. A támadásban a Scharnhorstot egy találat érte, de a bomba nem robbant fel. A támadó repülőgépek közül nyolc esett a légvédelmi lövegek és a vadászgépek áldozatául. A Hipper légvédelme egy gép megsemmisítését tudhatta be magának. A sérült Scharnhorst Németországba való visszatérésének biztosítására a Hipper és a Gneisenau június 20-án elhagyta Trondheimot és az Izland és Feröer közötti vizeken hajtott végre portyázást. A Gneisenaut azonban a Clyde brit tengeralattjáró megtorpedózta és a sérülései miatt a két német hajó még aznap visszatért Trondheimba.
Július 25-én a Hipper a Spitzbergák és a Tromsø közötti vizeken végrehajtandó portyázásra futott ki, ahonnan augusztus 9-én tért vissza. A hidroplánjai észleltek néhány kereskedelmi hajót, de ezek mind semleges lobogók alatt haladtak, ezért nem intéztek ellenük támadást. Július 31-én az egyik Arado veszteséglistára került baleset következtében. A következő napon a Hipper találkozott a finn Ester Thorden teherhajóval, mely 1,75 t aranyat szállított. A hajót lefoglalták és a rá átszálló zsákmányhajó-legénység Norvégiába vitte. Az augusztus 5-én kapott parancsa értelmében a Hippernek azonnal vissza kellett térnie Németországba. Előbb üzemanyagot vételezett még a Dithmarschenről, majd a norvég partok felé vette az irányt. Augusztus 10-én érkezett vissza Wilhelmshavenbe.

### Első atlanti bevetés (Nordseetour hadművelet)
Wilhelmshavenben a karbantartásával szeptember 9-re végeztek és új parancsnokkal, Wilhelm Meisel sorhajókapitánnyal megkezdte a felkészülést az Seelöwe hadműveletre, a Nagy-Britannia ellen tervezett partraszállásra. A Hipper szerepe az lett volna, hogy egy az Északi-tengeren végrehajtott diverziós bevetéssel, a Herbstreise (Őszi utazás) hadművelettel a britek Honi Flottáját elvonja a La Manche-tól, aminek mentén a partraszállásra sor került volna. Az „Oroszlánfóka” elhalasztását követően szeptember 24-én a Hipper elhagyta Wilhelmshavent, hogy az Atlanti-óceánon folytasson portyázást ellenséges kereskedelmi hajókra vadászva. A bevetés során az olajbetápláló rendszere tüzet fogott és súlyos károkat szenvedett. A lángok megfékezéséig a hajó meghajtását le kellett állítani és így órákon át mozdulatlanul vesztegelt a nyílt vizeken. A briteknek azonban nem sikerült meghatározniuk a helyzetét, így a tűz eloltása után a hajó visszatérhetett a hamburgi Blohm & Voss hajógyárba, ahol a károk helyre hozatala bő egy hétig eltartott.

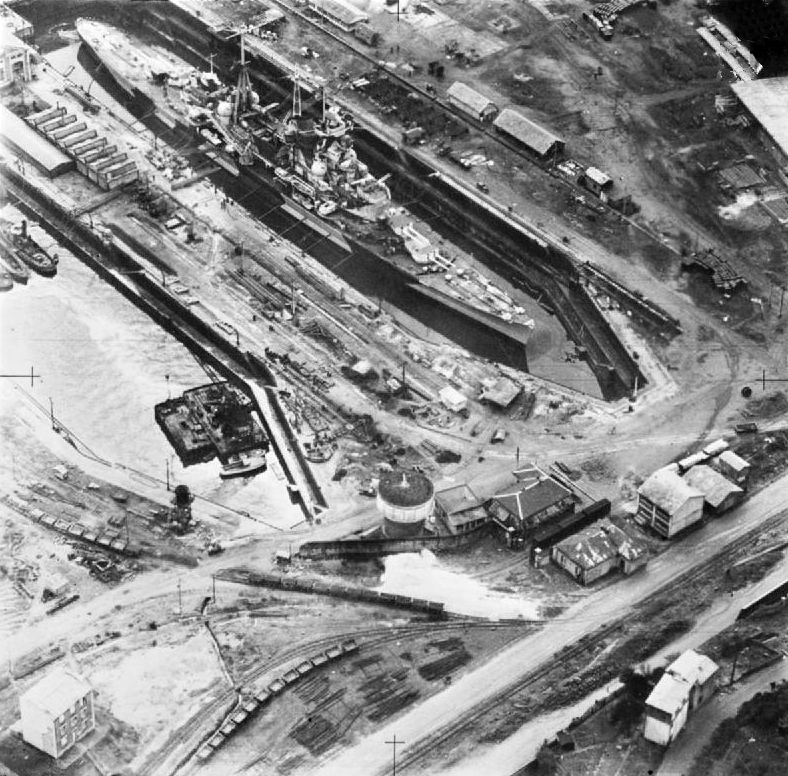
A cirkáló szárazdokkba állítva Brestben

Az Atlanti-óceánra egy második alkalommal is megpróbált kitörni a Nordseetour hadművelet keretében. November 30-án öt romboló kíséretében elhagyta a német partokat és Bergen felé vette az útját, ahol december 1-én a Wollin tankhajóról egészítette ki az üzemanyagkészletét. Innen egy a Jan Mayen-szigettől délre lévő pontig haladt tovább, ahol több alkalommal vételezett üzemanyagot az Adria tankerről miközben várta a kedvező idő beálltát az Izland és Grönland közötti Dánia-szoroson való áttöréshez. Miután december 12-én a Friedrich Breme tankerről vett át üzemanyagot, Meisel útra indult felkutatni a HX 94 jelzésű konvojt, mely a német rádiófelderítés (B-Dienst) információi szerint a közelében tartózkodott. A Hipper több magányosan haladó kereskedelmi hajót is észlelt, de miután a parancsai szerint kizárólag konvojok ellen intézhetett csak támadást, békén hagyta őket, hogy az ellenség számára rejtve maradhasson. Az egyre romló időjárási viszonyok miatt a konvojt végül nem sikerült fellelnie. A december 16-ai és december 20-ai két, a Friedrich Breméről való üzemanyagátvételt követően az SC 15 és a HX 95 jelzésű konvojok után kutatott, de a felderítéshez kedvezőtlen időjárás miatt egyikre sem talált rá. Végül Meisel az észak-atlanti konvojok útvonaláról való letérés mellett döntött és a portyázás helyszínét áthelyezte a Nagy-Britannia és a Nyugat-Afrika közötti hajózási útvonalakra, ahol a B-Dienst jelentése szerint az SL 58 és az SLS 58 jelzésű konvojok voltak úton. Egy Arado hidroplánt küldtek fel a konvojok felkutatására, de a repülőgépnek nyoma veszett és semmit nem találtak. December 23-án az Azori-szigetek és az Ibériai-félsziget között tevékenykedett.
December 24-én alkonyatkor a Hipper Seetakt radarja észlelte a WS 5A jelű konvojt a Finisterre-foktól 700 tengeri mérföldnyire nyugatra. Az éjszaka folyamán a konvoj nyomában maradt a radarjával szemmel tartva azt, hogy hajnalban támadást intézzen ellene. A cirkáló az éjszaka több a konvojt kísérő hadihajót észlelt vizuálisan, melyekre három torpedót lőtt ki, de ezek nem találtak célba. A WS 5A azonban nem a hagyományos kereskedelmi konvojok egyike volt, hanem egy nagy erőkkel biztosított, 20 egységből álló csapatszállító konvoj volt. A 20 hajóból 5 a Földközi-tengerre csapatokat szállító Excess hadművelethez volt beosztva. A konvoj biztosítását a Berwick nehézcirkáló valamint a Bonaventure és Dunedin könnyűcirkálók látták el, és a Furious és az Argus repülőgép-hordozók is hozzá tartoztak, de nem hadműveleti szinten, mivel csak ládákba csomagolt repülőgépeket szállítottak. Mikor reggel a Hipper megkezdte a támadást, meglepetten tapasztalta a Berwick jelenlétét. A Berwick elleni torpedótámadás nem járt sikerrel, de a 20,3 cm-es ágyúival súlyosan meg tudta rongálni az Empire Trooper 13 994 BRT csapatszállítót, és könnyebben az Arabistan teherhajót mielőtt újabb feléje tartó hadihajókat nem észlelt. A Hipperen úgy vélték, a közeledő hajók torpedótámadásra készülő rombolók lehetnek, ezért gyorsan visszavonult a fő fegyverzetével távol tartva magától az ellenséget. Tíz perccel később a Berwick ismét felbukkant a Hipper mögött balra, mire a két hátsó lövegtornyával több sortüzet lőtt ki rá és találatokat ért el annak hátsó lövegtornyain, a vízvonala mentén és az elülső felépítményén. Ezt követően a Hipper elszakadt az ellenségtől, hogy megakadályozza a rombolóknak vélt hajókat a torpedóindításhoz szükséges pozíció felvételében. Eközben észlelte a magányosan közlekedő Jumna utasszállító hajót (6078 BRT), melyet elsüllyesztett 44 utasával és 64 főnyi személyzetével együtt. A fedélzetén utazott a korábban szétszóródott OB 260 jelzésű konvoj parancsnoka, H. B. Maltby ellentengernagy is.
Eddigre a Hipper üzemanyaga fogytán volt, ezért december 27-én a Bretagne-ban lévő Brest felé vette az irányt ahova a Jaguar torpedónaszád kísérete be. A bresti tartózkodása során rutinszerű karbantartásokat végeztek el rajta, felkészítve egy újabb atlanti portyára. Január 4-én a Brestben időző cirkálót észlelte a brit légi felderítés és még ezen az éjjelen légi támadást intéztek ellene 53 Vickers Wellington, Armstrong Whitworth Whitley és Handley Page Hampden bombázók bevetésével, de a felhős időjárás és a heves légvédelmi tűz miatt nem értek el sikereket. Január 10-én a britek egy kisebb támadást hajtottak végre 12 Whitley bombázó bevetésével, 12-én egy újabbat 26 Wellingtonnal és Hampdennel, de egyikkel sem tudtak kárt tenni a cirkálóban. A Hipper február 1-én hagyta el Brestet anélkül, hogy a britek ezt észrevették volna. Az óceánra kihajózva folytatta a támadásait a brit hajózási útvonalak ellen. Február 4-én egy Wellington azt jelentette, hogy egy bombával sikerült eltalálnia a Hippert Brestben, de valójában a cirkáló már napokkal korábban kifutott innen.

### Második atlanti bevetés

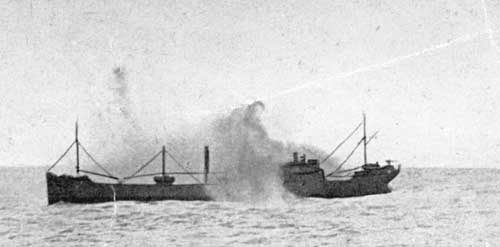
Az Admiral Hipper az SLS 64 konvojhoz tartozó Borgestadra tüzel

A Kriegsmarine eredetileg a Scharnhorst-osztály csatahajóit tervezte a Hipperrel együtt az atlanti bevetésre küldeni, de a Gneisenau egy viharban megsérült decemberben, ami miatt a csatahajók alkalmazásától eltekintettek. A javításokkal hamar végeztek, így a két csatahajó januárban újra megpróbálkozott kijutni az Atlanti-óceánra. A Hipper 1941. február 1-én indult második atlanti bevetésére, és a parancsai értelmében a Nagy-Britanniát Nyugat-Afrikával összekötő kereskedelmi útvonalakon kellett tevékenykednie, eközben felléphetett gyengén védett konvojok és magányosan haladó kereskedelmi hajók ellen, amitől azt remélték, hogy erőket fog elvonni a Dánia-szoros brit őrjárataitól, így a Scharnhorst és a Gneisenau könnyebben ki tud törni az óceánra a Berlin hadművelet keretében. Február 4. és 10. között az Azori-szigetek térségében cirkált, de ellenséges hajót nem talált. Közben több alkalommal vételezett üzemanyagot a Spichern tankerről. Értesülve arról, hogy a britek Gibraltárban állomásozó H különítménye (Force H) mélyen behajózott a Földközi-tengerre, hogy a Grog hadművelet keretében támadást intézzen La Spezia ellen, Meisel közelebb helyezte át a tevékenységét Gibraltárhoz, mivel a brit hadművelettől azt várta, hogy a Nagy-Britannia, Gibraltár és Nyugat-Afrika közötti útvonalakat nem fogják nehéz egységekkel védelmezni. Gibraltár közelében a HG 53 jelű konvoj ellen intéztek támadást német tengeralattjárók és repülőgépek is. Február 11-én a Hipper elsüllyesztette a HG 53 konvojtól leszakadó Icelandot (1236 BRT). Ez a konvoj előzőleg a tengeralattjárók és a KG 40 bombázóezred támadásai során nyolc teherhajóját veszítette el.
Ezen az estén észlelték a radarjai az SLS 64 konvojt, melyhez 19 kereskedelmi hajó tartozott és hadihajók biztosítása nélkül haladt. Másnap reggel a Hipper brit cirkálónak kiadva magát közelítette meg a konvojt, hogy kis távolságra kerülhessen a hajókhoz, és 06:19-kor nyitott rájuk tüzet. A meglepett kereskedelmi hajók azonnal igyekeztek szétszóródni. A lövetés elején a Hipper 3-5 km távolságot tartott a hajóktól, de a lőszere fogytával tovább csökkentette a távolságot a pontosabb találatok érdekében. Miután a tüzérsége találatokat ért el az egyes hajókon és azok megálltak, torpedóval süllyesztette el őket. A Hipper mind a 12 torpedóját kilőtte az akció során és a német állítások szerint mind a 12 célba is talált.  07:18-kor már csak hat hajó volt a látóhatáron belül, ezek közül is csak kettő volt mozgásban. Meisel ekkor az akció megszakítása mellett döntött, hogy még a brit erők beérkezése előtt elhagyhassa a helyszínt. A brit jelentések szerint hét kereskedelmi hajó veszett oda a rajtaütésszerű akcióban összesen 32 806 BRT hajótérrel, további két hajó megrongálódott. Az elsüllyesztett hajók a brit Warlaby (4876 BRT), Westbury (4712 BRT), Oswestry Grange (4684 BRT), Shrewsbury (4542 BRT), Derrynane (4869 BRT), a görög  Perseus (5172 BRT) és a norvég Borgestad (3924 BRT) voltak. A brit Lornaston (4934 BRT) és a görög Kaliiopi (4965 BRT) súlyos sérüléseket szenvedtek. A németek állítása szerint a Hipper a 19 teherhajóból 13-at süllyesztett el összesen 79 000 BRT hajótérrel, míg a túlélők egyike 14 elsüllyesztett hajóról számolt be.

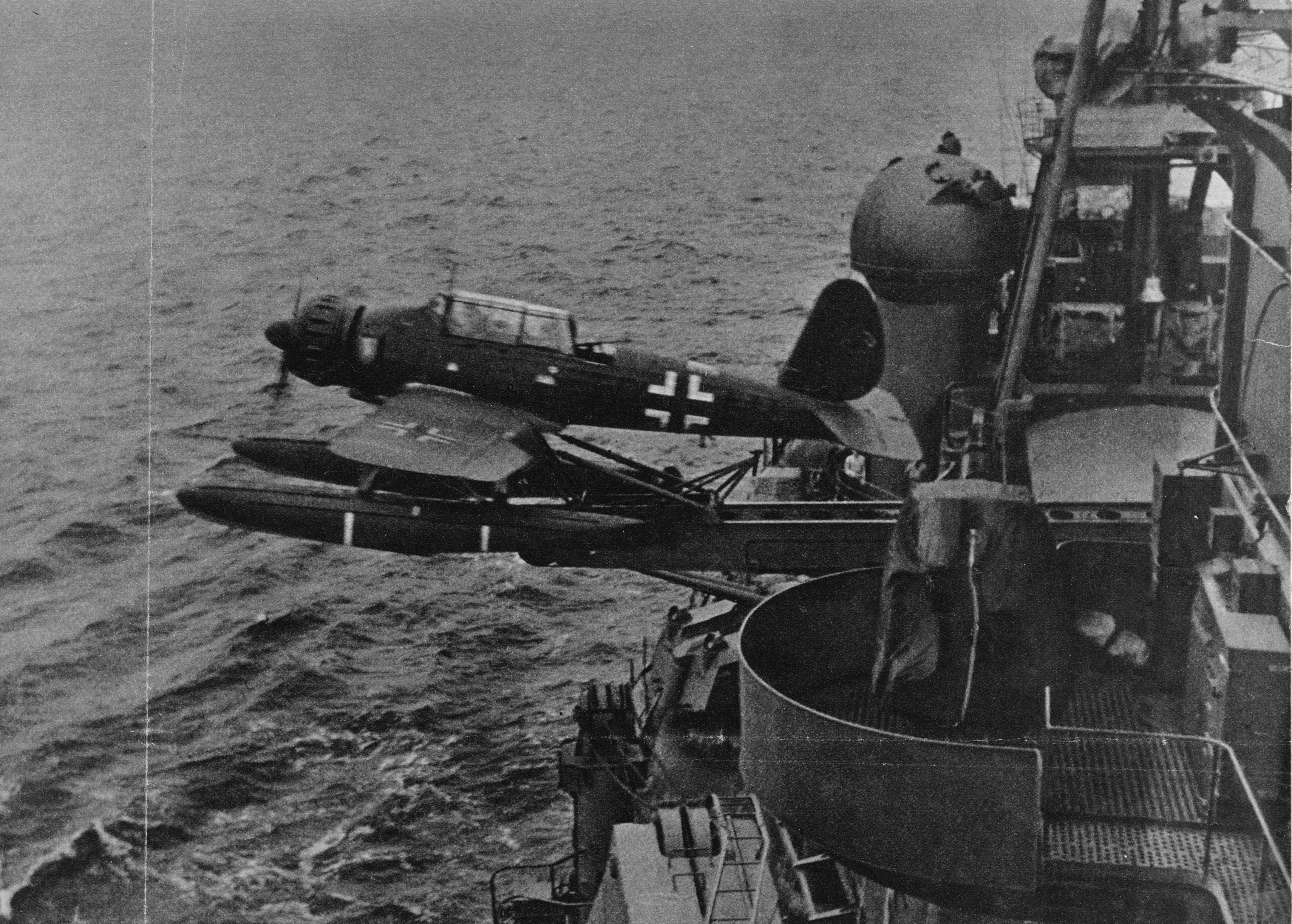
Hidroplán indítása a cirkálóról 1942-ben

Az SLS 64 elleni támadást követően a Hipper üzemanyagkészletei már apadóban voltak és Meisel attól tartott, hogy a helyszínre tartó brit erők el fogják vágni az Azori-szigetek közelében tartózkodó tankerétől, ezért február 15-én visszatért Brestbe. Mivel itt a nagyobb szárazdokkokat a visszatérő Scharnhorstnak és Gneisenaunak tartották fenn, a Hippert egy kisebb méretűbe dokkolták be. Útban a kisebb dokkhoz megsérült a jobb oldali hajócsavarja egy a térképen nem jelölt víz alatti roncsnak ütközve. Ennek kijavításához Kielből kellett a helyszínre küldeni egy javítóbrigádot, ami további késedelmet okozott. A britek rendszeresen támadták bombázókkal a kikötőt, ezért a haditengerészet a Németországba való áthelyezése mellett döntött, ahol jobban lehetett védeni. Március 15-én sikerült úgy elhagynia Brestet, hogy a britek ne vegyék észre, és Grönlandtól délre lévő vizek felé vette az útját, ahol a Thorn tankerrel kellett találkoznia. A kedvezőtlen időjárás miatt az üzemanyagátvételre némi késedelemmel március 21-én került sor. Mivel az Admiral Scheer is ekkoriban tért haza a bevetéséről, a Kriegsmarine vezetésénél aggodalmat keltett, hogy a két hajó akadályozhatja egymást, ezért a Hipper azt az utasítást kapta, hogy még március 28. előtt törjön át a Dánia-szoroson, ami már március 24-én sikerült is neki, és két nappal később Bergenhez ért, ahol üzemanyagot vételezett. Március 28-án Kielben állt dokkba. A hazautat végig úgy tette meg, hogy a britek nem fedezték fel.
Kielben a Deutsche Werke hajógyárába került, ahol átfogó karbantartást végeztek rajta, ami hét hónapon át eltartott. Raeder tengernagy a Hipperrel folytatni kívánta a portyákat az Atlanti-óceán északi részén és mivel az eddigi hadműveletein folyamatosan üzemanyagvételezésre szorult, az a döntés született, hogy az olajtartályai kapacitását 3050 m³-ről 3700 m³-re növelik. A két hidroplán befogadására alkalmas repülőgéphangár kezelése túl bonyolultnak bizonyult, ezért egy kisebb, egy hidroplán elhelyezésére alkalmasra cserélték. A felszabadult helyet üzemanyagvételezéshez használatos eszközök tárolására és élelmiszerraktárak kialakítására használták fel. Az átalakítások után a Balti-tengeren végzett gyakorlatokat, majd december 21-én Gotenhafenben kötött ki, ahol pár kisebb átalakítást eszközöltek rajta. 1942 januárjában a gőzturbináin végeztek karbantartásokat a Blohm & Voss hajógyárában, ekkor felszereltek egy demagnetizáló tekercselést is a hajótestére. Márciusra ismét teljes mértékben hadra fogható állapotba hozták. Eddigre azonban a stratégiai helyzet teljesen megváltozott, mivel a légi felderítő tevékenység fokozódása és a radarok fejlődése, illetve ezek széles körű alkalmazása már nem tette lehetővé a nagy német hadihajók számára az atlanti vizeken való portyákat. Ehelyett a német felszíni hajókat Norvégiában vonták össze, ahonnan a Szovjetunióba tartó konvojokat vehették támadás alá.

### Áthelyezése Norvégiába

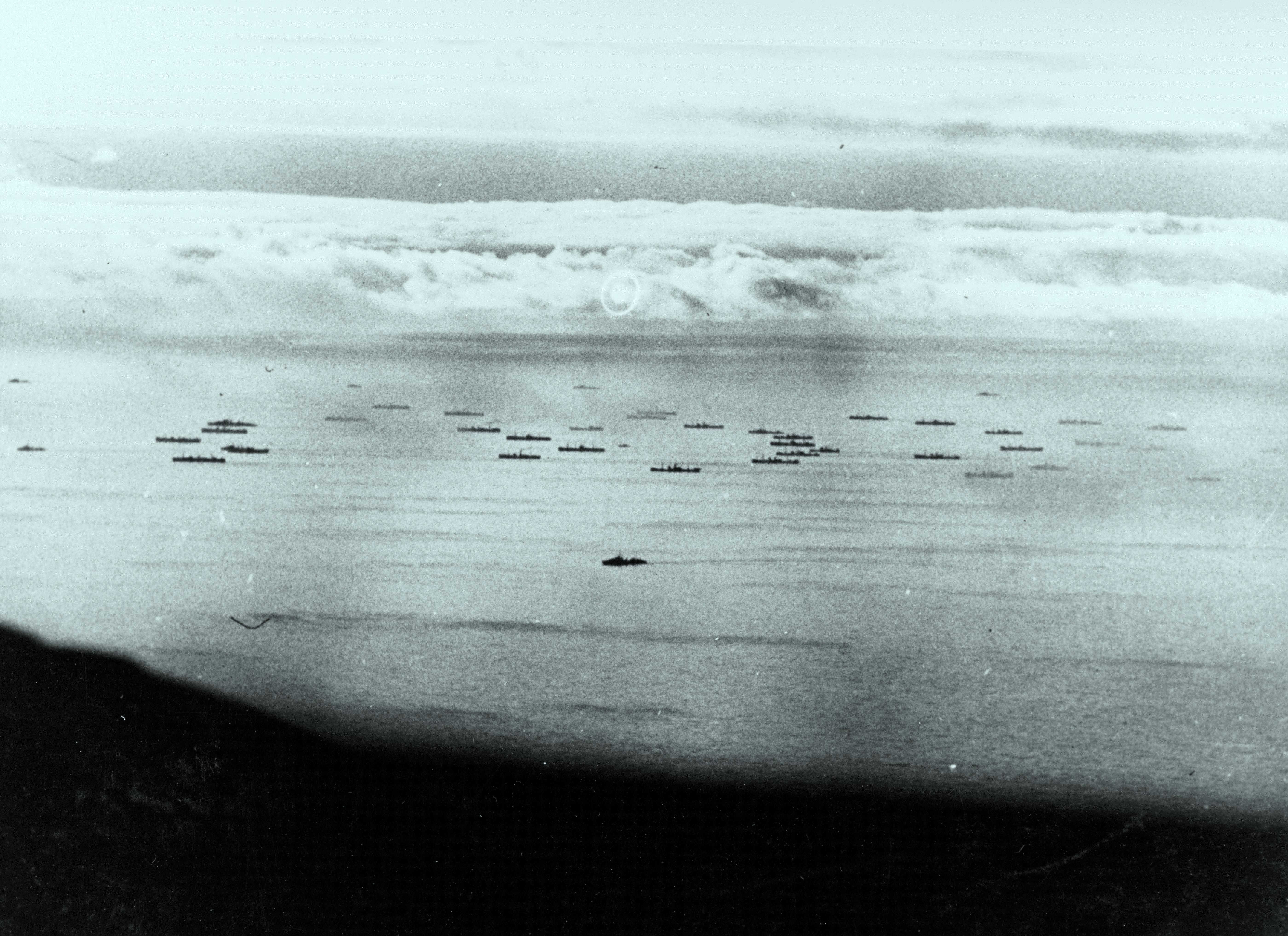
A Rösselsprung hadművelet során támadás alá vett PQ-17 jelzésű konvoj

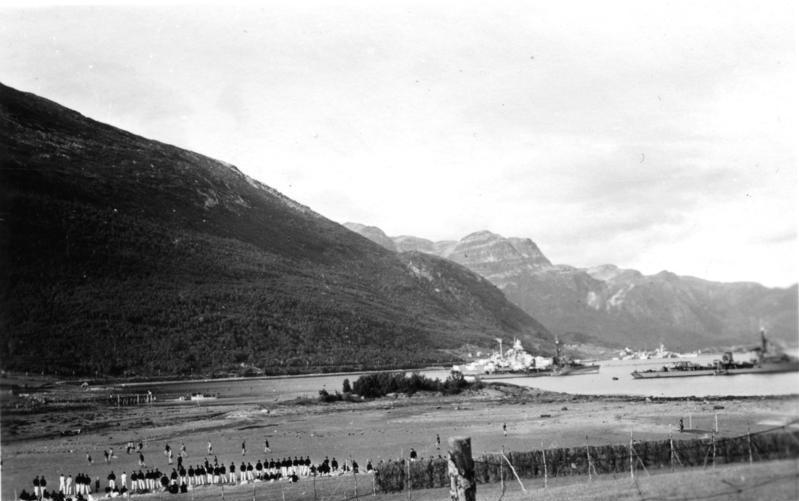
A Hipper az Ofot-fjordban (hátul) 1942 augusztusában a Tirpitz és egy romboló társaságában – az előtérben a hajók legénységei labdarúgómeccset játszanak

1942. március 19-én a Hipper áthajózott Trondheimba a Z 24, a Z 26 és a Z 30 jelzésű rombolók, valamint a T 15, T 16 és T 17 jelzésű ágyúnaszádok kíséretében. Több ellenséges tengeralattjáró is portyázott a térségben, de egyiknek sem sikerült észlelnie a német köteléket, így az március 21-én épségben elérte a norvég kikötőt. Itt csatlakozott az Admiral Scheer és a Prinz Eugen nehézcirkálókhoz, bár utóbbit megtorpedózta a Trident brit tengeralattjáró február 23-án, és a kijavításához május 16-án visszatért Németországba. Ezzel egyidőben a Lützow nehézcirkálót áthelyezték Németországból Norvégiába. Március elején a Tirpitz a Sportpalota hadművelet keretében intézett támadást a PQ–12-es konvoj ellen és ezzel a német hadihajók már amúgy is csekély mennyiségű üzemanyagkészlete alaposan megcsappant. Emiatt a rombolóknál nagyobb hadihajók bevetése lehetetlenné vált és a Hipper is a kikötőhelyén volt kénytelen rostokolni a következő hónapokban.
Júliusban az üzemanyagkészletek ismét elérték azt a szintet, hogy a teljes német felszíni flottát bevethessék egy konvoj, a PQ 17 jelű ellen a Rösselsprung hadművelet keretében. Július 1-én a rádiófelderítés meghatározta a konvoj helyzetét és ezután észlelték német tengeralattjárók is. Másnap az Alta-fjordban állomásozó német tengeri haderő mozgásba lendült. Július 2-án a Hipper, a Tirpitz és a Theodor Riedel, Hans Lody, Friedrich Ihn, Karl Galster rombolók és a T 7, T 15 torpedónaszádok kifutottak Trondheimből és az Alta-fjord felé vették az irányt, őket követte július 3-án a Lützow és az Admiral Scheer nehézcirkálók valamint a Z 24, Z 27, Z 28, Z 29, Z 30 és a Richard Beitzen rombolók Narvikból jövet. Elkerülendő a brit légi felderítés általi észlelést, a német hajók nem futottak ki a nyílt vizekre, hanem közel maradtak a partvonalhoz. A ködös időben a Lützow a szűk Tjeldsundetben zátonyra futott, a Theodor Riedel, Hans Lody és Karl Galster rombolók a térképeken nem jelölt szikláknak ütköztek a Vest-fjordban lévő Grimsöy-nél. Mind a négy hajó kiesett a hadműveletek hátralévő részére. A Erich Steinbrinck és Friedrich Eckoldt rombolók szintén megérkeztek az Alta-fjordba július 3-án. Az előzetes tervek szerint a Hippernek a Tirpitz-cel közösen kellett volna magára vonnia a kísérő hajók figyelmét, míg a náluk valamivel lassabb két „zsebcsatahajónak” a konvoj felgöngyölítése volt a feladata.
A konvojt a brit Duke of York és az amerikai Washington csatahajók illetve a brit Victorious repülőgép-hordozó kísérték. Mivel a Sportpalast hadművelet során a Victorious repülőgépei kis híján megtorpedózták a Tirpitzet, Hitler kifejezetten megtiltotta a konvojok megtámadását mindaddig, amíg a Luftwaffe nem ártalmatlanítja a kísérő repülőgép-hordozót. A svéd hírszerzés közben jelentette a német hajók kifutását a brit admiralitásnak, az pedig július 4-én este a konvojt szétszóródásra utasította. Július 5-én a németek észlelték, hogy a konvojt kísérő hajókat visszavonták, a teherhajók pedig önállóan folytatják útjukat. A Rösselsprung második fokozatát 11:37-kor léptették életbe, ekkor a Hipper a német flotta többi hajójával együtt elhagyta az Alta-fjordot. Az este folyamán ismertté vált a németek előtt, hogy a brit Unshaken tengeralattjáró és a 201. század egyik Catalina felderítő repülőgépe észlelte és jelentette a hajóikat. A szovjet K-21 jelű tengeralattjáró torpedótámadást intézett a német hajók ellen, de azok ezt nem észlelték. A német felszíni hajók megszakították a hadműveletüket és a teherhajókat a tengeralattjárókra és a Luftwaffe repülőgépeire hagyták, amik a 34 hajóból ezután 21-et elsüllyesztettek.

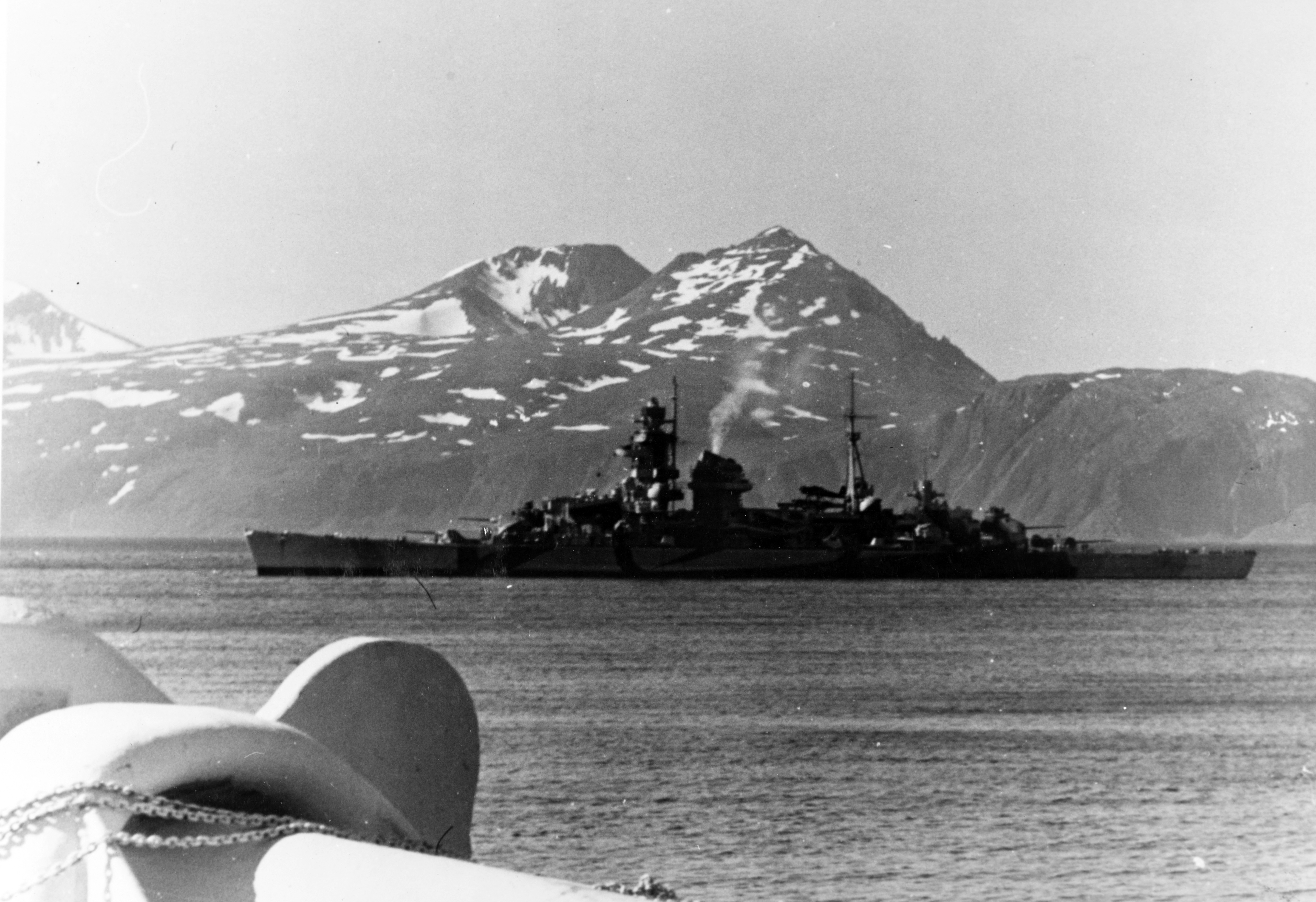
A Hipper norvég vizeken vélhetően 1942-ben

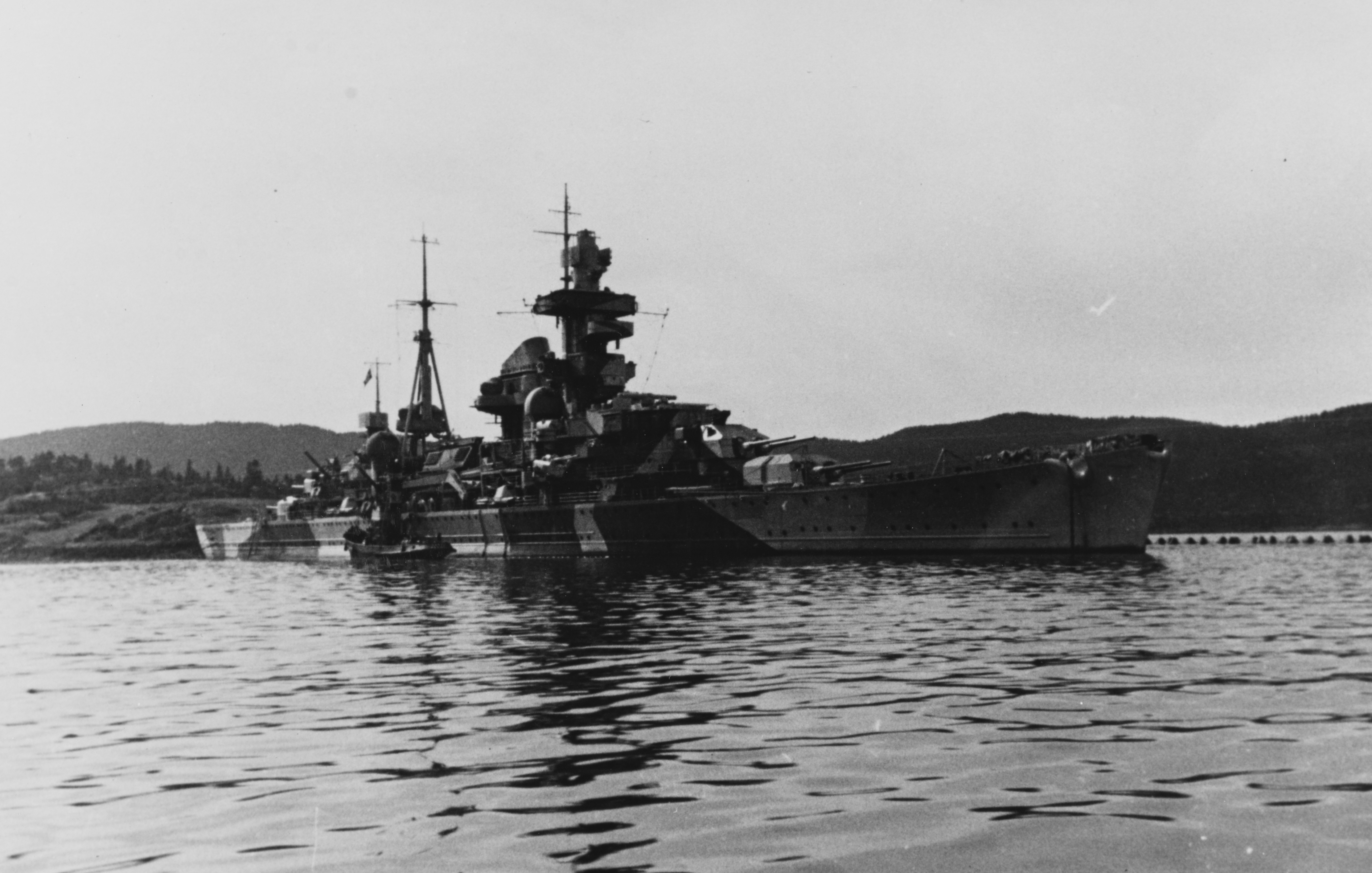
A Hipper norvég vizeken 1942-ben védőhálók bójái között

A Földközi-tengeren a Pedestal hadművelet jelentette kihívások miatt a britek nem tudtak kellő erősségű kíséretet biztosítani a Szovjetunióba tartó konvojoknak, ezért a következőt, a PQ–18 jelűt szeptemberig visszatartották. A németek a konvojt szeptember 8-án lokalizálták és szeptember 10-én megindították a Doppelschlag hadműveletet, amihez az összes felszíni hadihajót az Alta-fjordba rendelték, ahonnan támadást indíthattak ellene. A Hipper az Admiral Scheer nehézcirkálóval, a Köln könnyűcirkálóval, a Z 23, Z 27 rombolókkal együtt hagyta el Narvikot és szeptember 11-én ért az Alta-fjordba. A Tirpitz és a Lützow javítás alatt álltak és ezért Narvikban maradtak. Út közben észlelte őket a brit Tribune tengeralattjáró, majd ezután a Tigris tengeralattjáró sikertelen torpedótámadást intézett ellenük. A norvég Uredd és a brit Unshaken tengeralattjárók is észlelték őket, de nem tudtak ellenük támadást intézni. A Richard Beitzen, Friedrich Eckoldt, Z 29 és Z 30 rombolók is megérkeztek szeptember 11-én az Alta-fjordba, de a hadműveletet lefújták, mivel Hitler nem akarta megkockáztatni felszíni hadihajók elvesztését.
A Zarin (Cárnő) hadművelet alkalmával a Hipper szeptember 24-28 között Novaja Zemlja északnyugati partjainál telepített egy 96 aknából álló aknazárt a Z 23, Z 28, Z 29 és Z 30 rombolók kíséretében. A hadművelet célja az volt, hogy a kereskedelmi hajókat délebbi útvonal felvételére kényszerítsék, hogy a Norvégiából operáló német hadihajók könnyebben elérhessék őket. Visszatérése után a Narvikhoz közeli Bogen-öbölbe helyezték át, ahol a hajtóművein végeztek el javításokat.
Október 28-29-én a Hipper a Friedrich Eckoldt és Richard Beitzen rombolókkal Narvikból felhajózott az Alta-fjordba. Mivel a britek nem tudtak kellő kíséretet biztosítani a következő konvoj, a PQ 19 számára, úgy döntöttek, hogy október 29-én 13 teherhajót indítanak útnak, melyeknek külön-külön kellett elérniük a Szovjetuniót. Ugyanakkor a Szovjetunióból is 23 szállítmány nélküli hajónak kellett elérnie Izlandot szintén magányosan haladva. Ezen hajóforgalom ellen indították meg a Hoffnung hadműveletet november 5-én, melyben a Hippernek és az 5. rombolóflottillának (Z 27, Z 30, Richard Beitzen, Friedrich Eckoldt) kellett járőrözve felderítenie az érintett vizeket. A köteléket a lobogóját a Hipperen felvonó Oskar Kummetz altengernagy vezette. November 7-én a cirkáló hidroplánja észlelte a szovjet Donbassz tartályhajót és az őt kísérő BO-78 jelű „segédhadihajót”. Kummetz a Z 27-nek adta utasításba a szovjet hajók elsüllyesztését, 
amit az az ellenséges hajók legénységének biztonságba helyezésével végrehajtott. November 9-én a kötelék visszatért a hadműveletről a Kaa-fjordba.

#### A Barents-tengeri csata
1942 decemberétől a konvojok ismét közlekedtek a Szovjetunió irányába. Raeder a Regenbogen hadművelet kidolgozására adott utasítást, melynek keretében a felszíni flottát Norvégiából kiindulva ismét bevethették a konvojok ellen. A hónap első konvoja a JW 51A jelű volt és zavartalanul érte el a Szovjetuniót. A decemberben útnak indított második, a JW 51B-t azonban észre vette az U 354 jelzésű tengeralattjáró a Medve-szigettől délre. Raeder a hírre reagálva elrendelte a Regenbogen hadművelet megindítását. A Hipper ismét Kummetz tengernagy zászlóshajójaként szolgált a hadműveletben és a hajórajához tartozott a Lützow-n kívül a Friedrich Eckoldt, Richard Beitzen, Theodor Riedel, Z 29, Z 30 és a Z 31 rombolók. A hajóraj december 30-án 18:00-kor hagyta el az Alta-fjordot azzal az utasítással, hogy kerülje a harcot hasonló erejű ellenséggel.
Kummetz terve az volt, hogy a raj két részre oszlik és ő a Hipperrel és három rombolóval északra helyezkedik a konvoj útvonalától és ebből az irányból támadást indít ellene, elvonva ezzel a kíséretét, ezt kihasználva pedig a Lützow és a három másik romboló a védtelenül maradt konvoj ellen indít támadást déli irányból. December 31-én 09:15-kor a brit Obdurate romboló észlelte a Hippert kísérő három rombolót, a németek pedig tüzet nyitottak rá. A konvojt kísérő másik öt rombolóból négy a helyszínre sietett, hogy segítse az Obdurate-et a harcban, az Achates romboló eközben mesterséges ködfüggönyt hozott létre a konvoj elrejtésére. Kummetz ekkor északnak tért ki, hogy maga után vonja a brit rombolókat. Robert Sherbrooke sorhajókapitány, a brit kíséret parancsnoka két rombolót hátrahagyott a konvoj biztosítására, a többi néggyel pedig a Hipper üldözésére indult.

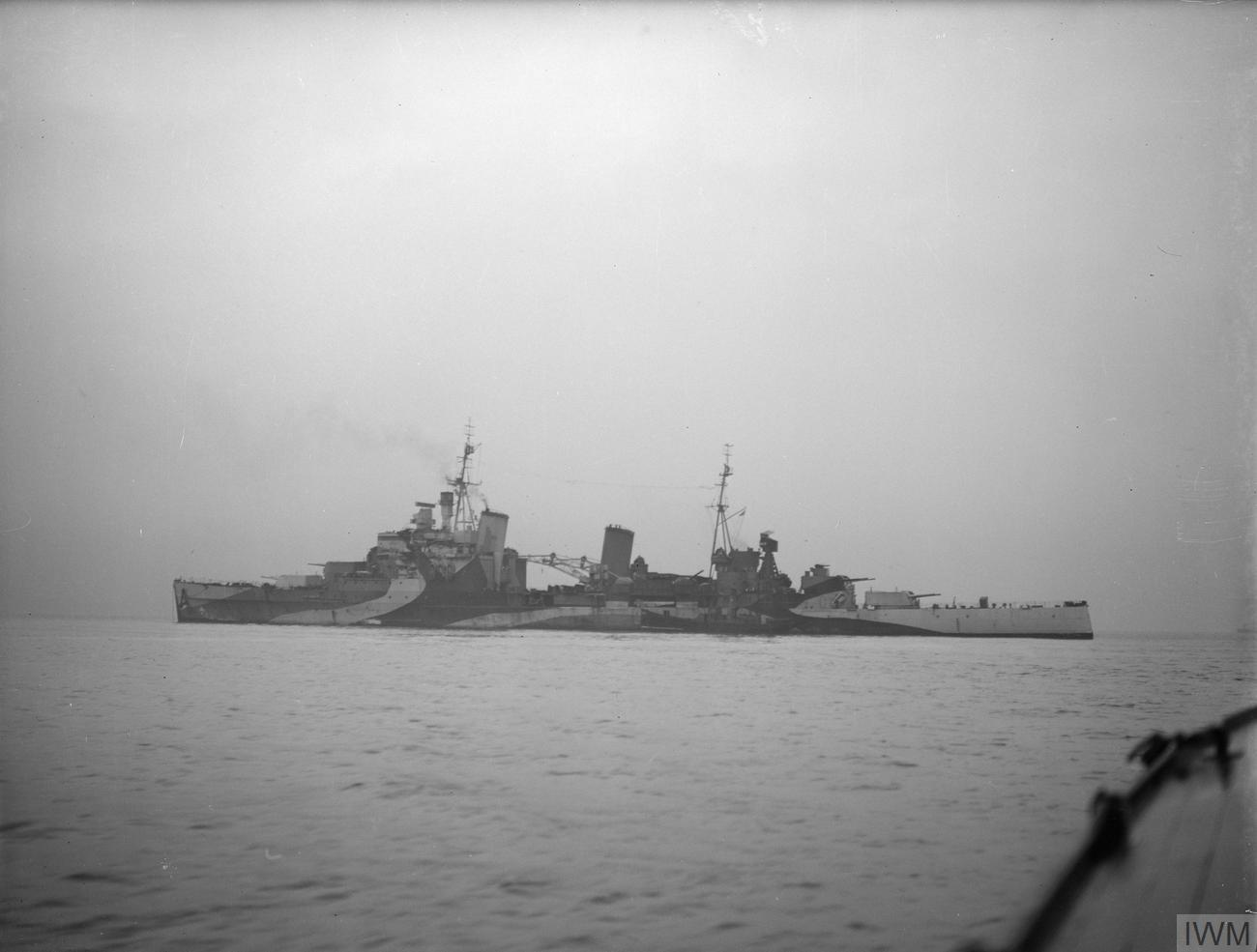
A Sheffield brit könnyűcirkáló a Barents-tengeri csata után

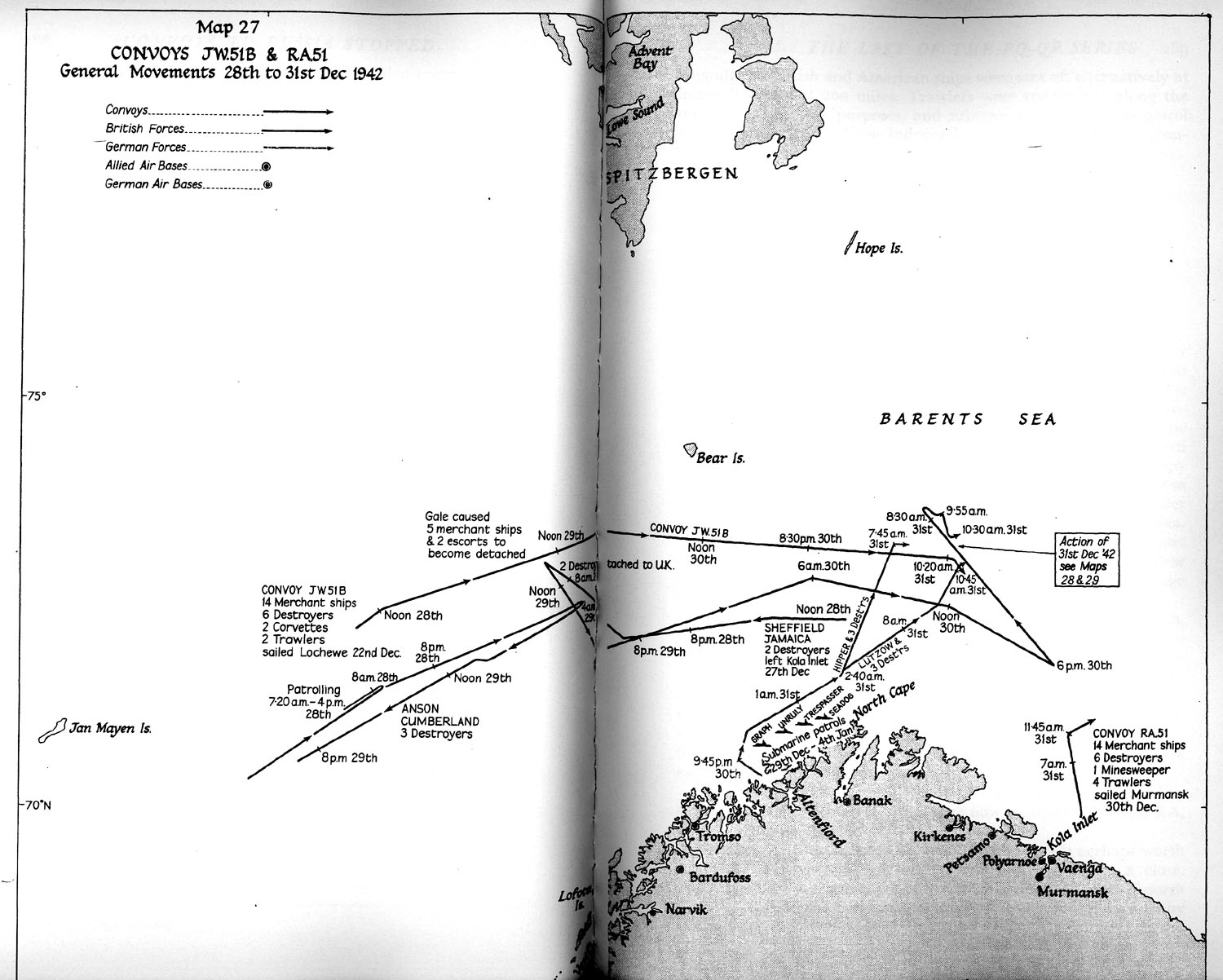
A Barents-tengeri csata hadmozdulatai

A Robert Burnett ellentengernagy vezette „R flottakülönítmény” (Force R) nyújtott távoli biztosítást a konvojnak, melynek fő erejét a Sheffield és a Jamaica könnyűcirkálók adták. Burnett a különítményével a helyszínre sietett. A brit cirkálók a Hippert annak jobb oldala felől közelítették meg, miközben az a bal oldala felé tüzelt az Obedient rombolóra. Burnett hajóinak támadása teljes meglepetésként érte a németeket. Az első sortüzekkel a brit cirkálók három találatot értek el a Hipperen. Az egyik találat a nehézcirkáló hajtóművét rongálta meg, a 3-as számú kazánba vízzel keveredett olaj került be, ezért le kellett állítani a jobb oldali turbinát, emiatt pedig 23 csomóra csökkent a cirkáló sebessége. A másik két találat tüzet okozott a repülőgéphangárjában. A Hipper egy sortüzet lőtt a brit cirkálókra mielőtt feléjük fordult volna, a kísérő rombolók közben ködfüggönybe burkolták. A ködfüggönyből való előbukkanása után a Hipperre újra tüzet nyitott a Sheffield és a Jamaica. Mivel nem volt előtte ismert a Hippert ért károsodás mértéke és a brit erők nagysága, Kummetz 10:37-kor a következő parancsot adta ki: „Harcérintkezést megszakítani és nyugati irányba visszavonulni.” A Sheffieldet tévesen a Hipperként azonosító Friedrich Eckoldt túl közel került a britekhez, azok pedig elsüllyesztették a német rombolót. Eközben a Lützow 3 tengeri mérföldre (5,5 km) megközelítette a konvojt, de a rossz látási viszonyok miatt visszatartotta a tüzét, ehelyett Kummetz parancsát vételezve nyugatnak fordult, hogy csatlakozzon a brit cirkálók elől kitérő Hipperhez. Eközben akaratlanul is a brit cirkálók mellé került és miután ellenséges egységekként azonosította őket, tüzet nyitott rájuk. A brit cirkálók erre a Lützow felé vették az irányt és a két német cirkáló tüzébe kerültek. A Hipper tüze jóval pontosabb volt, mint a Lützow-é és hamar villába fogta a Sheffieldet, de a brit cirkáló sértetlenül ki tudott térni a tűzből. A német tüzérségi fölényt látva Burnett gyorsan a visszavonulás mellett döntött. A könnyűcirkálóinak 152 mm-es űrméretű lövegei voltak csak, míg a Hippernek 20,3  cm-esei, a Lützow-nak 28 cm-esei.
A hasonló erősségű ellenféllel való összecsapás kerülésére felszólító hadműveleti parancs, a rossz látási viszonyok, és a zászlóshajóját ért károk miatt Kummetz úgy döntött, hogy megszakítja a támadást. A csatában a Hipper tüzében elszenvedett sérülései miatt az Achates romboló elsüllyedt. A németek elsüllyesztették még a Bramble aknakeresőt és megrongálták az Onslow, Obedient és Obdurate rombolókat. Másik oldalon a britek elsüllyesztették a Friedrich Eckoldt rombolót és megrongálták a Hippert, és sikerült a németeket visszavonulásra késztetniük. A sikertelen támadás feldühítette Hitlert, aki ezután a német felszíni flottát le akarta szerelni és a hajókat szét akarta bontatni, hogy az ágyúikat az Atlanti fal megerősítéséhez lehessen használni. Felmerült a nehézcirkálók – köztük a Hipper – repülőgép-hordozókká való átalakításának lehetősége. A kudarc után a Raedert váltó Karl Dönitz tengernagynak sikerült meggyőznie Hitlert a felszíni flotta hasznosságáról, így a hajói nem kerültek lebontásra. A csatából az Alta-fjordba való visszatérése után átmeneti javításokat eszközöltek a Hipperen, ami után 1943. január 23-án visszatérhetett a Bogen-öbölbe. Ezen a napon a Hipper, a Köln könnyűcirkáló és a Richard Beitzen romboló elhagyták az Alta-fjordot, hogy visszatérjenek Németországba. A három hajó út közben január 25-én megállt Narvikban, majd január 30. és február 2. között Trondheimban. Folytatva az útjukat délnek február 6-án a Skagerrak vizein norvég blokádhajók után kutattak mielőtt február 8-án befutottak Kielbe. Február 28-án a Hippert kivonták a szolgálatból Hitler utasítására.

### További sorsa

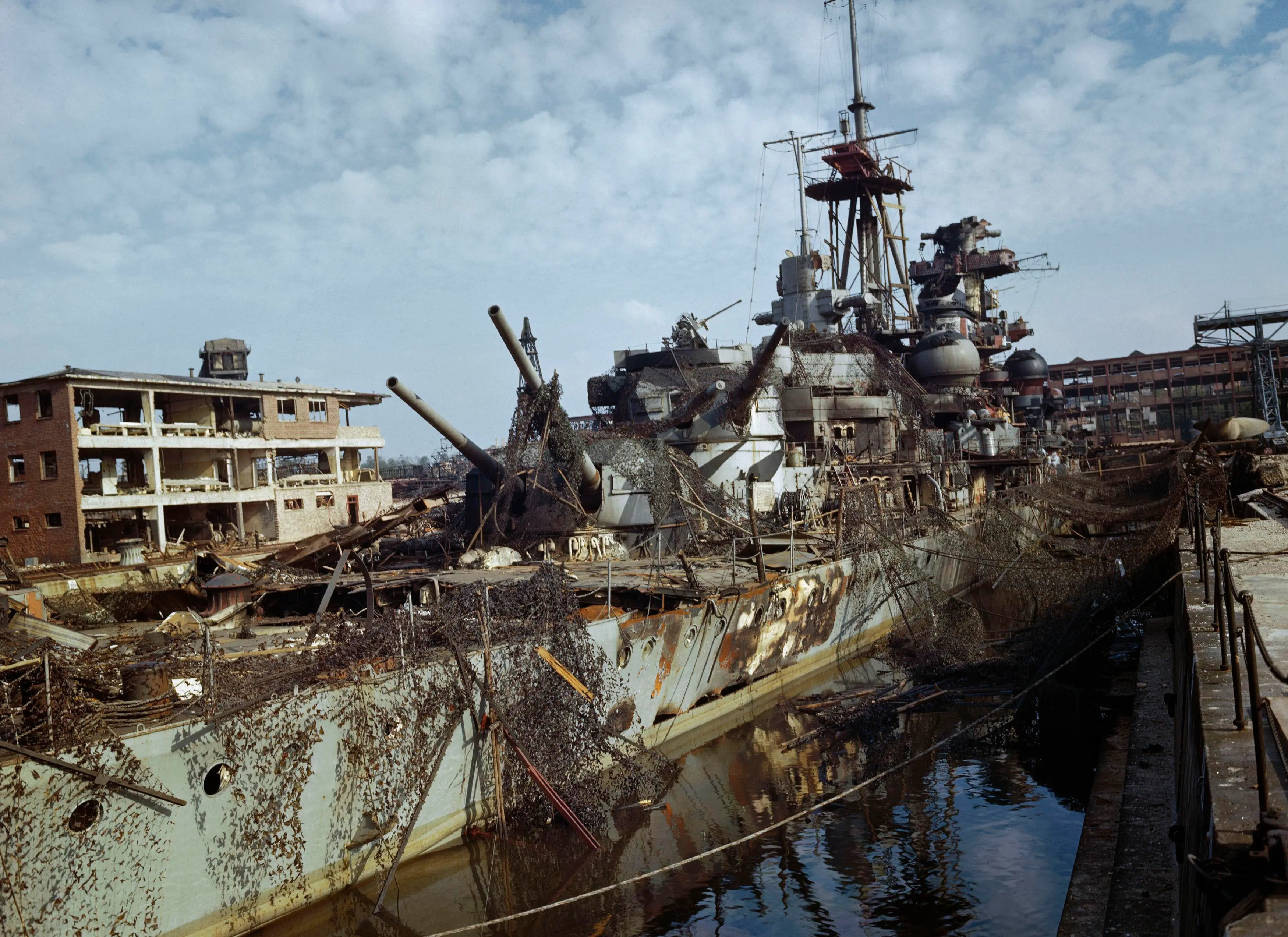
A Hipper szárazdokkban 1945. május 19-én álcahálókkal és jól kivehető bombák okozta sérülésekkel

A Hipperen csak alapvető javításokat végeztek, ami után átvontatták Pillauba, ahol az angolszász bombázók hatótávolságán kívül lehetett már. 1944. március 1-én a meglévő sérülései ellenére ismét szolgálatba állították a kadétok iskolahajójaként Gotenhafenben. Az ezt követő öt hónap folyamán tüzérségi és manőverezési gyakorlatokat végzett a Balti-tengeren. Szeptemberben feltételesen bevetésre alkalmasnak nyilvánították, október 27-én pedig a kadétjai befejezték a képzést. Novemberben azt tervezték, hogy az előrenyomuló szovjet szárazföldi csapatok ellen vetik be a tüzérségét, de a legénységének egy részét a város védműveinek megerősítéséhez rendelték ki, ami tovább csökkentette a hadrafoghatóságát. A brit légierő nagy kiterjedésű aknamezőt telepített a kikötő köré, ami miatt kifutni sem tudott.
1944 végére újabb karbantartások váltak esedékessé, ami három hónapot vett volna igénybe. A szovjet hadsereg eddigre olyan közel került Gotenhafenhez, hogy a Hippernek el kellett hagynia a várost, még ha csak egyetlen működőképes turbinával is. 1945. január 29-én 1377 menekülttel a fedélzetén futott ki Gotenhafenből a T 36 jelű torpedónaszád kíséretében. Január 30-án este fogta a Wilhelm Gustloff segélykérő hívását, mely hajó szintén menekülteket szállított és egy szovjet tengeralattjáró megtorpedózta. Bár a cirkáló közvetlenül a katasztrófa helyszíne felé tartott és minden szükséges előkészületet megtettek a hajótöröttek mentéséhez, egy tengeralattjáró-veszélyre figyelmeztető jelzés miatt azonban folytatnia kellett az útját.

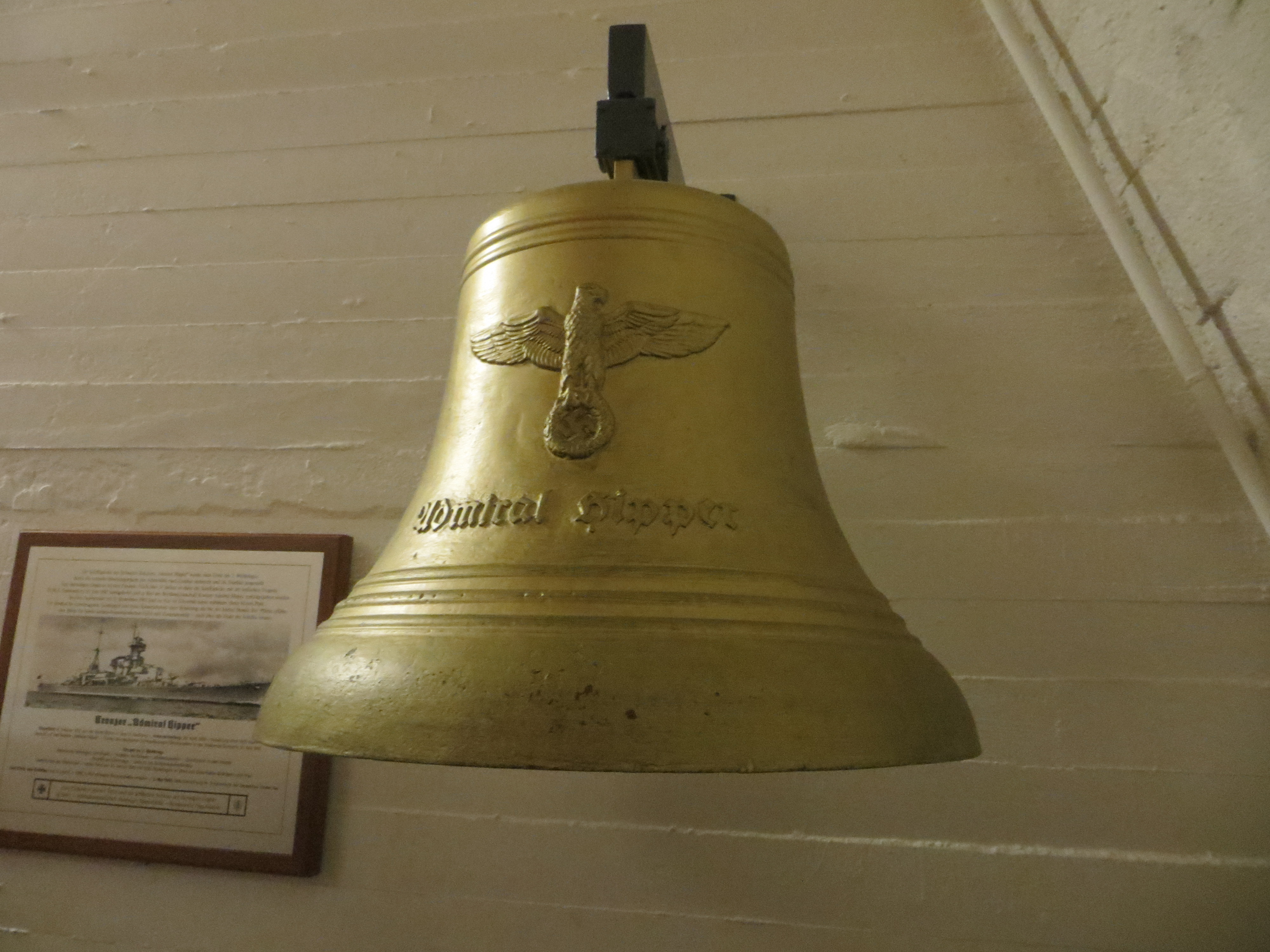
Az Admiral Hipper hajóharangja Laboe-ben

A Hipper február 2-án érkezett meg Kielbe és a Germaniawerft hajógyárában láttak hozzá a javítások elvégzéséhez. Április 3-án brit bombázók intéztek támadást a kikötő ellen és a Hippert ekkor egy bomba találta el, mely azonban nem tudta átütni a páncélfedélzetet. A találat hat ember halálát okozta. Április 9-én éjszakáján a britek 591 nehézbombázóval intéztek támadást a kikötő ellen. Számos hajó találatot kapott a támadásban, az Admiral Scheer felborult, az Emden könnyűcirkálót találat érte és a Hippert három bomba rongálta meg súlyosan. Lövedékeket vittek a fedélzetére a nehéztüzérségére számára azzal a szándékkal, hogy úszó ütegként fogják bevetni a szárazföldi harcok támogatására, de a legénysége a megrongált hajót május 3-án 04:25-kor a kikötőhelyén elsüllyesztette. 1945 júliusában a britek úszóképes állapotba hozták és a Heikendorfi-öbölbe vontatták, ahol 1948 és 1952 között lebontották. A hajóharangját a greenwichi Brit Nemzeti Tengerészeti Múzeumban állították ki. A harangot azóta visszaszolgáltatták Németországnak és azóta a laboei haditengerészeti emlékműn látható.

## Parancsnokai
| 1939. április – 1940. szeptember  | Hellmuth Heye sorhajókapitány                  |
| 1940. szeptember – 1942. november | Wilhelm Meisel sorhajókapitány/ellentengernagy |
| 1942. november – 1943. február    | Hans Hartmann sorhajókapitány                  |
| 1943. február – 1944. március     | Fritz Krauss sorhajókapitány (megbízott)       |
| 1944. március – 1945. május       | Hans Henigst sorhajókapitány                   |

## Fordítás
- Ez a szócikk részben vagy egészben  a   German cruiser Admiral Hipper című angol Wikipédia-szócikk ezen változatának fordításán alapul.  Az eredeti cikk szerkesztőit annak laptörténete sorolja fel. Ez a jelzés csupán a megfogalmazás eredetét és a szerzői jogokat jelzi, nem szolgál a cikkben szereplő információk forrásmegjelöléseként.
- Ez a szócikk részben vagy egészben  az   Admiral Hipper című német Wikipédia-szócikk ezen változatának fordításán alapul.  Az eredeti cikk szerkesztőit annak laptörténete sorolja fel. Ez a jelzés csupán a megfogalmazás eredetét és a szerzői jogokat jelzi, nem szolgál a cikkben szereplő információk forrásmegjelöléseként.

## Kapcsolódó olvasmány
- Whitley, M. J.. German Cruisers of World War Two. Annapolis: Naval Institute Press (1987). ISBN 978-0-87021-217-8

Audiófelvételek
A brit Imperial War Museum a Glowworm két egykori tengerészét interjúvolta meg 1996-ban illetve 2003-ban:
- Albert Noel Harris-interjú (1996. július 25.) – A Hipperrel való összecsapás az 1. részben kerül említésre
- Fred Smith interjú (2003. november 10.) A Hipperrel való összecsapás a 2. részben illetve a 3. rész elején hallható